# 德国前东部领土

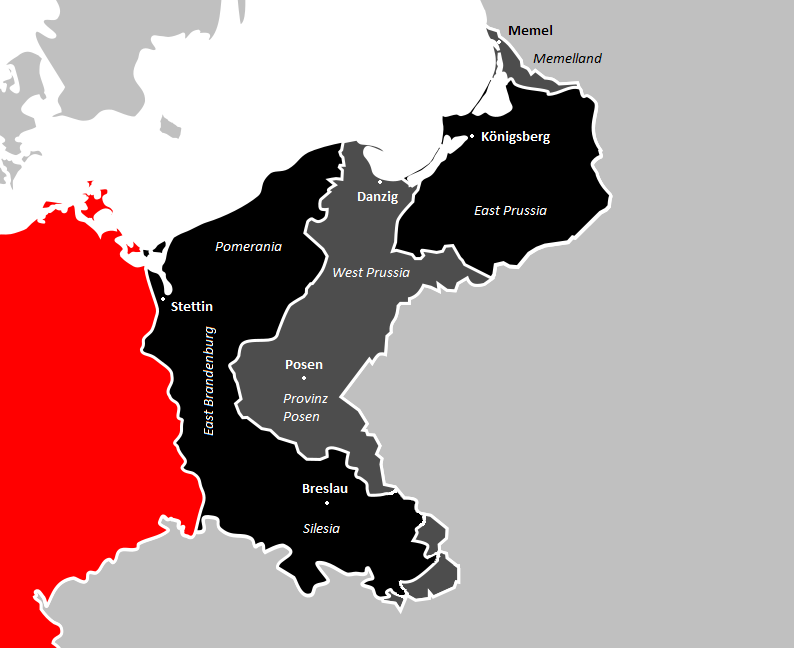
德國自1919年以來的領土變動：
第一次世界大战后损失領土
第二次世界大战后损失領土
兩德統一至今的領土範圍

德国前东部领土（德語：ehemalige deutsche Ostgebiete）或德意志帝國東部領土（德語：Ostgebiete des Deutschen Reiches）是指位于奥得河-尼斯河线以东，曾经得到国际公认属于德国领土一部分的所有省份或地区。
从1919年到1990年，这些领土的部分或全部，受到许多外交活动的支配。在两次世界大战之间，许多德国人，特别是纳粹党党员，声称这些根据凡尔赛条约割让的德国领土应当归还德国。这一要求是第二次世界大战的重要前因。所谓的“德国问题”一直是战后德国历史与政治的一个重要因素。這一争论在对冷战政治与外交的谈判中扮演重要角色，也为1990年德国重新统一做了准备。
第一次世界大战之后，德国在1919年的《凡尔赛条约》中同意放弃这些领土。入侵波兰后，德国收复並吞併了这些领土。1945年5月二戰歐洲戰場終戰时，蘇聯紅軍控制了大部分東歐地區，蘇聯趁機擴大版圖，整個波蘭的國境被西移，波蘭失去寇松線以東的領土，原波蘭東部領土被蘇聯劃入版圖，成為烏克蘭蘇維埃社會主義共和國及立陶宛蘇維埃社會主義共和國的一部分，蘇聯同時吞併東普魯士柯尼斯堡，而為了補償波蘭，奥得河-尼斯河线以東的原德國領土被轉交給波蘭，德国在二戰後失去了所有奥得河-尼斯河线以东的领土。
蘇聯扶植的東德政權在1950年被迫同意東部國土以奥得河-尼斯河线為界，西德則始终不承認該界線。1990年两德统一之际，德国正式承认了它重新统一时的东部边界，终止对奥得河-尼斯河线以东领土的主权要求。波茨坦协定将这次转让的领土称为“德国前领土奥得河-尼斯河线以东”，通常将这种描述称为“奥得河-尼斯河线以东的前德国领土”。

## 定义和用法
在《波茨坦協定》中，對轉讓領土的描述是“奧得河-尼斯線以東的前德國領土”，這種描述的排列是最常用來描述奧得河-尼斯線以東的任何戰時德國的前領土。
在當代德國，它指威瑪共和國時期普魯士自由邦的舊領土：
- 東普魯士省：36,966平方公里；
- 上西里西亞省和下西里西亞省，不包括格爾利茨附近的尼斯河以西部分（今屬於薩克森州）：34,529平方公里；
- 奧得河以東的波美拉尼亞省以及斯德丁和奧得河河口：31,301平方公里；
- 勃蘭登堡省法蘭克福行政區，不包括奧得河和尼斯河以西的部分（今屬勃蘭登堡州）：11,329平方公里；
- 波森-西普魯士（波森省和西普魯士省的剩餘地區，1919年仍屬於德國）面積為7,695平方公里，1938年被劃分為鄰近的三個省份，並被納入以上數字。東部領土的總面積約為114,267平方公里（與114,269平方公里的差異是由於四捨五入所致），相當於1937年德國邊界內面積的四分之一左右。

德国前东部领土該術語有時會與「東德國」（英语：East Germany）這個政治術語混淆，該名稱曾經是德意志民主共和國（英语：GDR，德语：DDR) 的常用口語英語名稱，和西德（英语：West Germany）相對。在1945年前，“東德”用於描述易北河以東德國的領土（德语：Ost Elbien），這裡的宗教信仰、人口民族和產業結構都和德國西部和南部迥異。這反映在了社會學家馬克斯·韋伯和政治理論家卡爾·施密特的著作中，但由於20世紀的邊界變化，二戰後“東德”一詞在英語中的指代變為了德意志民主共和國。
在德語中，只有一個對應的術語Ostdeutschland （東德意志）存在，它既有東部的德國（即東德）也有德國東部的意思。這個相當含糊的德語術語在其存在期間從未像英文名稱或派生的邪惡名稱「東佬」（德語：Ossi，英語：Eastie）那樣廣泛用於民主德國。只有在德國統一之後，它才開始普遍用於表示戰後德意志民主共和國及其對應的五個繼承州，及其在當前重新統一的德國的地位。然而在這五個州中，部分地區傳統上仍被視為中德意志，如三個南部新州薩克森-安哈爾特、薩克森州和圖林根州，在提及它們及其所在地區時仍使用中德意志一詞。目前在德语语境中Ostdeutschland這個詞仍然模棱兩可。

## 历史

### 中世紀

#### 德意志東擴
6世紀開始，諸多日耳曼部落遷移到中歐，西斯拉夫部落同時遷移到現今波蘭的大部分地區。10世紀下半葉（966年），波蘭人的梅什科一世從他在格涅茲諾地區的據點團結了鄰近的各個部落，形成了第一個波蘭國家，並成為歷史上第一個有記載的皮亞斯特公爵。他的領土與德意志國家接壤，在接下來的幾個世紀裡，對邊境地區的控制將在兩個政體之間來迴轉移。
1018年，梅什科的兒子和繼任者博萊斯瓦夫一世克羅布里公爵在包岑和約中擴大了王國南部，但失去了對波羅的海沿岸西波美拉尼亞土地的控制權。在1030年代異教叛亂和波西米亞入侵之後，恢復者卡齊米日一世（1040-1058年在位）再次統一了奧得河中游兩岸的大部分前皮亞斯特王國，包括西里西亞和劳西茨，但沒有西波美拉尼亞，直到1116年至1121年，當德意志貴族格里芬家族建立波美拉尼亞公國時，它才在波列斯瓦夫三世的統治下返回波蘭國家。1138年博萊斯瓦夫去世後，波蘭近200年來一直處於分裂狀態，並由博萊斯瓦夫的兒子及其繼承人統治，他們之間經常發生衝突。1320年加冕為波蘭國王的瓦迪斯瓦夫一世實現了部分統一，但西里西亞和馬佐夫舍公國仍然是獨立的皮亞斯特王朝的領地。
在12至14世紀，大多數講低地德語的德意志定居者在被稱為東向移民運動的過程中遷入中歐和東歐，同時德意志人主導的漢薩同盟統治了波羅的海沿岸。在波美拉尼亞、勃蘭登堡、東普魯士、盧薩蒂亞、克沃茲科地區和下西里西亞，前西斯拉夫人（波希米亞人、波拉比亞斯拉夫人和波蘭人）或波羅的海人口在接下來的幾個世紀中成為少數群體，但其中相當一部分人仍留在這些地區作為上西里西亞。在大波蘭和東波美拉尼亞，德意志定居者始終是少數。一些領土如波梅瑞利亞和馬索維亞，在15世紀和16世紀與波蘭重新統一。西里西亞、莱布斯地区和盧薩蒂亞（作為波西米亞王冠领地的一部分）和波美拉尼亞公國更加牢固地併入神聖羅馬帝國。

### 近代

#### 普魯士的崛起和波蘭的衰落

第三次瓜分波兰后《提尔西特条约》前的普鲁士东部领土，由于巨量的波兰领土并入，普鲁士近乎成为了一个普鲁士-波兰的二元国家

在瓜分波蘭的過程中，普魯士王國和奧地利帝國獲得了消亡的波蘭立陶宛聯邦的巨大領土份額。在拿破崙時代，大波蘭和庫爾姆蘭根據提爾西特條約成為華沙公國的一部分，但澤被授予自由城市的地位。然而在維也納會議之後，波蘭公國再次被俄羅斯和普魯士瓜分。維也納會議成立了德意志邦联（德語：Deutscher Bund），以取代解散的神聖羅馬帝國，這是一個由奧地利帝國名義領導下的中歐39個德語國家組成的邦联。它的邊界在很大程度上沿用了其前身神聖羅馬帝國的邊界，在19世紀的大部分時間裡界定了德國的領土，並確認德意志人聚居的波美拉尼亞、東勃蘭登堡和西里西亞為其部分。另一方面，霍亨索倫家族統治的其餘领土不包括在神聖羅馬帝國的土地，即講德語的普魯士核心（東普魯士），以及新獲得的以講波蘭語或卡舒比語為主的地區瓦解和肢解的波蘭立陶宛聯邦（波森大公國和西普魯士）的領土，它们继续在聯邦之外（法蘭克福議會嘗試將這些土地納入德意志帝國但以失敗告終)。与此同时，奧地利控制的波蘭（加利西亞和洛多梅里亞王國）、外萊薩尼亞以及瑞士的德語區和法國的阿爾薩斯地區也是如此。

#### 德意志統一和帝國的建立

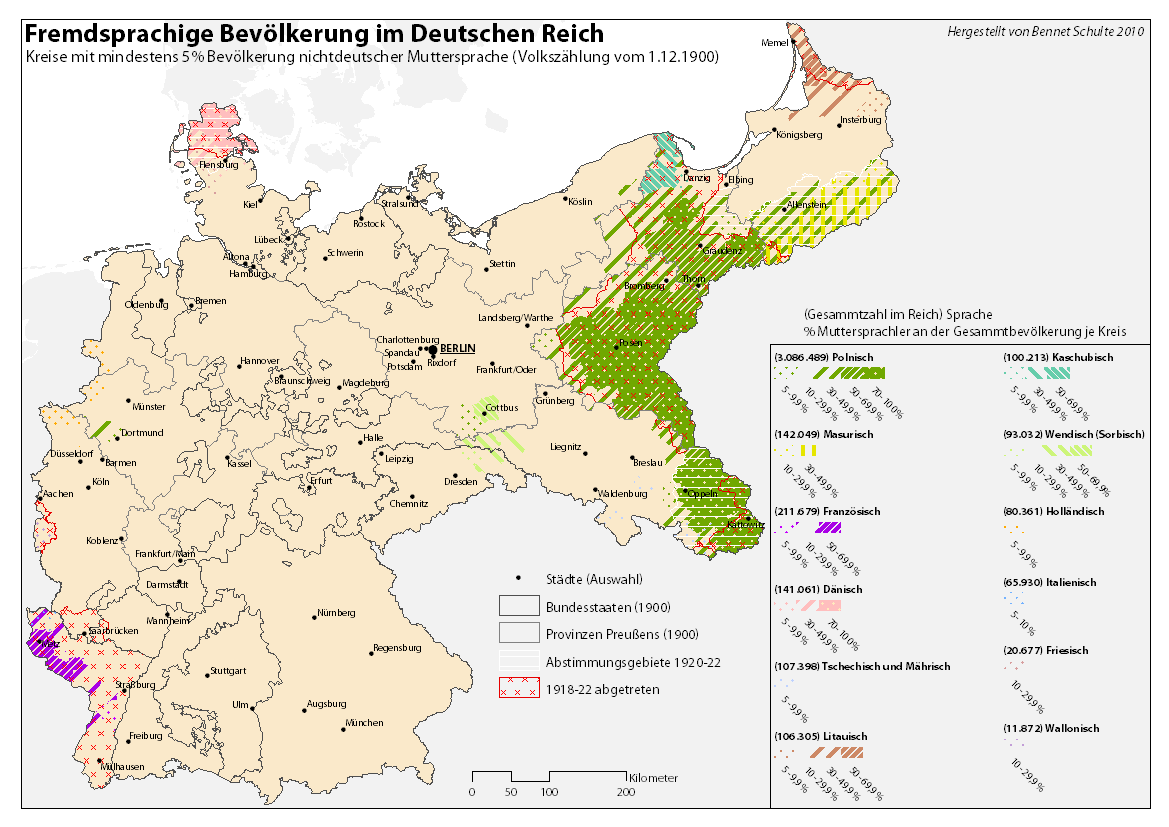
1900年德意志帝国非德语的语言分布，西部的绿色为波兰语使用者

德意志帝国（1871－1918）内的普鲁士（藍色）

在接下來的幾年裡，普魯士取代奧地利成為促进德意志統一的主要推動力，並通過在《布拉格和約》中廢除德意志邦聯來鞏固這一地位。 奧地利反過來和匈牙利妥协，變成了多民族的奧匈帝國，放棄了進一步的德意志統一努力。隨著民族主義的興起，以波蘭人為主的霍亨索倫統治的東部地區（尤其是波森和西普魯士的前波蘭地區）越來越具有德意志化努力、德意志移民定居、反天主教運動（文化斗争，Kulturkampf）的目標。普鲁士当局剝奪和徵用波蘭人的權利，並最終在《北德意志邦聯條約》（1866年）之後被吞併。 1871年德意志統一時，普鲁士的东部领土全部随之并入帝国；普魯士王國是新成立的德意志帝國的前身——北德意志邦聯中最大和占主導地位的部分。
在1871年德意志帝国成立时，普鲁士是帝国内最大的、占优势的部分。而勃兰登堡、西里西亚、波美拉尼亚、普鲁士省和波森这些领土全部屬於該國，並成为了德意志帝国的最初構成领土，后来这些领土被称为德意志帝国的东部领土（Ostgebiete des deutschen Reiches）。
在少数地方，例如波森和上西里西亚南部，波兰人口居多，而其他地区都以德国人占绝对优势。德国人和波兰人的杂居引起关于这些领土应属于德国还是波兰的争论，这一争论在二战以前至少持续了3/4个世纪。

### 兩次世界大戰

#### 凡尔赛条约
|                 | 将西里西亚的工业给予波兰无异于给猴子一块高级怀表。 |
| ——大卫·劳合乔治 |                                                    |

条约签署后的德国
国际联盟托管
根据条约、公投或国联要求转移予邻国
威瑪共和國

第一次世界大战以德国和奥匈的战败解体告终，凡尔赛条约迫使德国将部分领土交给其他国家，如波兰、捷克斯洛伐克、丹麥、比利時、立陶宛和法國，而原但澤則與鄰近市鎮合併成但澤自由市。
結束戰爭的凡爾賽條約恢復了被稱為波蘭第二共和國的波蘭的獨立，德國被迫將領土割讓給它，其中大部分是在普魯士長期的擴展中佔領的。在波蘭國家不存在的100多年裡，它一直是普魯士王國和德意志帝國的一部分。1919年回歸波蘭的領土是波蘭人佔多數的領土，例如大波蘭和波美瑞利亞，它們歷史上是波蘭提供出海通道的一部分。將波美瑞利亞歸還給波蘭意味著德國失去了與東普魯士的領土連續性，成為了飛地。
大多數以德國人口為主或幾乎全部為德國人口的東部地區（東勃蘭登堡、東普魯士、前波美拉尼亞和遠波美拉尼亞以及西里西亞的大部分地區）仍屬於德國。歷史上波蘭語和戰略上對波蘭至關重要但主要講德語的城市但澤從此與其周邊地區形成了但澤自由市，這是一個由國際聯盟監督的自治領土，儘管在某些方面受到被強加聯盟的波蘭約束。
然而在像上西里西亞這樣的地區，大多數雙語人口之間沒有明確的劃分是可能的。在第一次公民投票後，上西里西亞將留在德國領土的一部分。然而在西里西亞起義之後，該地區根據關於上西里西亞的德波公約進行了劃分。
前波森省和西普魯士省未作為波蘭第二共和國一部分恢復的部分在1939年之前以波森-西普魯士邊區省（德國波森-西普魯士省）的名義進行管理。
| 前省份           | 1910年區域  | 領土佔比 | 1910年人口佔比 | 一戰後的歸屬   | 注釋       |
| ---------------- | ----------- | -------- | -------------- | -------------- | ---------- |
|                  |             |          |                |                |            |
| 西普鲁士         | 25,580 km2  | 100%     | 1.703.474      | 分割為：       |            |
| 给予波兰         | 15,900 km2  | 62%      | 57%            | 波美拉尼亚省   | [ Note 1 ] |
| 给予但澤自由市   | 1,966 km2   | 8%       | 19%            | 但泽自由市     |            |
| 给予東普魯士     | 2,927 km2   | 11%      | 15%            | 馬林韋德行政區 | [ Note 2 ] |
| 给予德国西部     | 4,787 km2   | 19%      | 9%             | 波森-西普魯士  | [ Note 3 ] |
|                  |             |          |                |                |            |
| 东普鲁士         | 37,002 km2  | 100%     | 2.064.175      | 分割為：       |            |
| 给予波兰         | 565 km2     | 2%       | 2%             | 波美拉尼亚省   | [ Note 4 ] |
| 给予立陶宛       | 2,828 km2   | 8%       | 7%             | 克莱佩达地区   |            |
| 给予德国         | 33,609 km2  | 90%      | 91%            | 東普魯士省     |            |
|                  |             |          |                |                |            |
| 波森             | 28,992 km2  | 100%     | 2.099.831      | 分割為：       |            |
| 给予波兰         | 26,111 km2  | 90%      | 93%            | 波兹南省       |            |
| 给予德国         | 2,881 km2   | 10%      | 7%             | 波森-西普魯士  | [ Note 5 ] |
|                  |             |          |                |                |            |
| 下西里西亞       | 27,105 km2  | 100%     | 3.017.981      | 分割為：       |            |
| 给予波兰         | 527 km2     | 2%       | 1%             | 波兹南省       | [ Note 6 ] |
| 给予德国         | 26,578 km2  | 98%      | 99%            | 下西里西亞省   |            |
|                  |             |          |                |                |            |
| 上西里西亞       | 13,230 km2  | 100%     | 2.207.981      | 分割為：       |            |
| 给予波兰         | 3,225 km2   | 25%      | 41%            | 西里西亞省     | [ Note 7 ] |
| 给予捷克斯洛伐克 | 325 km2     | 2%       | 2%             | 赫盧欽地區     |            |
| 给予德国         | 9,680 km2   | 73%      | 57%            | 上西里西亚省   |            |
|                  |             |          |                |                |            |
| 總計             | 131,909 km2 | 100%     | 11.093.442     | 分割為：       |            |
| 给予波兰         | 46,328 km2  | 35%      | 35%            | 波兰           | [ Note 8 ] |
| 给予立陶宛       | 2,828 km2   | 2%       | 2%             | 克莱佩达地区   |            |
| 给予但泽自由市   | 1,966 km2   | 2%       | 3%             | 但泽自由市     |            |
| 给予捷克斯洛伐克 | 325 km2     | 0%       | 0%             | 捷克西里西亚   |            |
| 给予德国         | 80,462 km2  | 61%      | 60%            | 普魯士自由邦   |            |

#### 第二次世界大战
|                                                         | 我们国家社会主义者有意识地与战前时期的外交政策倾向划清界限。我们从六百年前中断的地方开始。我们停止了德国人向南和向西无休止、无目的的运动，把目光转向东方的土地。 我们终于摆脱了战前时期的殖民和商业政策，转向了未来的土地政策。如果我们今天谈到欧洲的土地，我们首先想到的只能是俄罗斯及其附庸。 |
| ——阿道夫·希特勒，《我的奋斗》第13章，东方主义和东方政策 | |

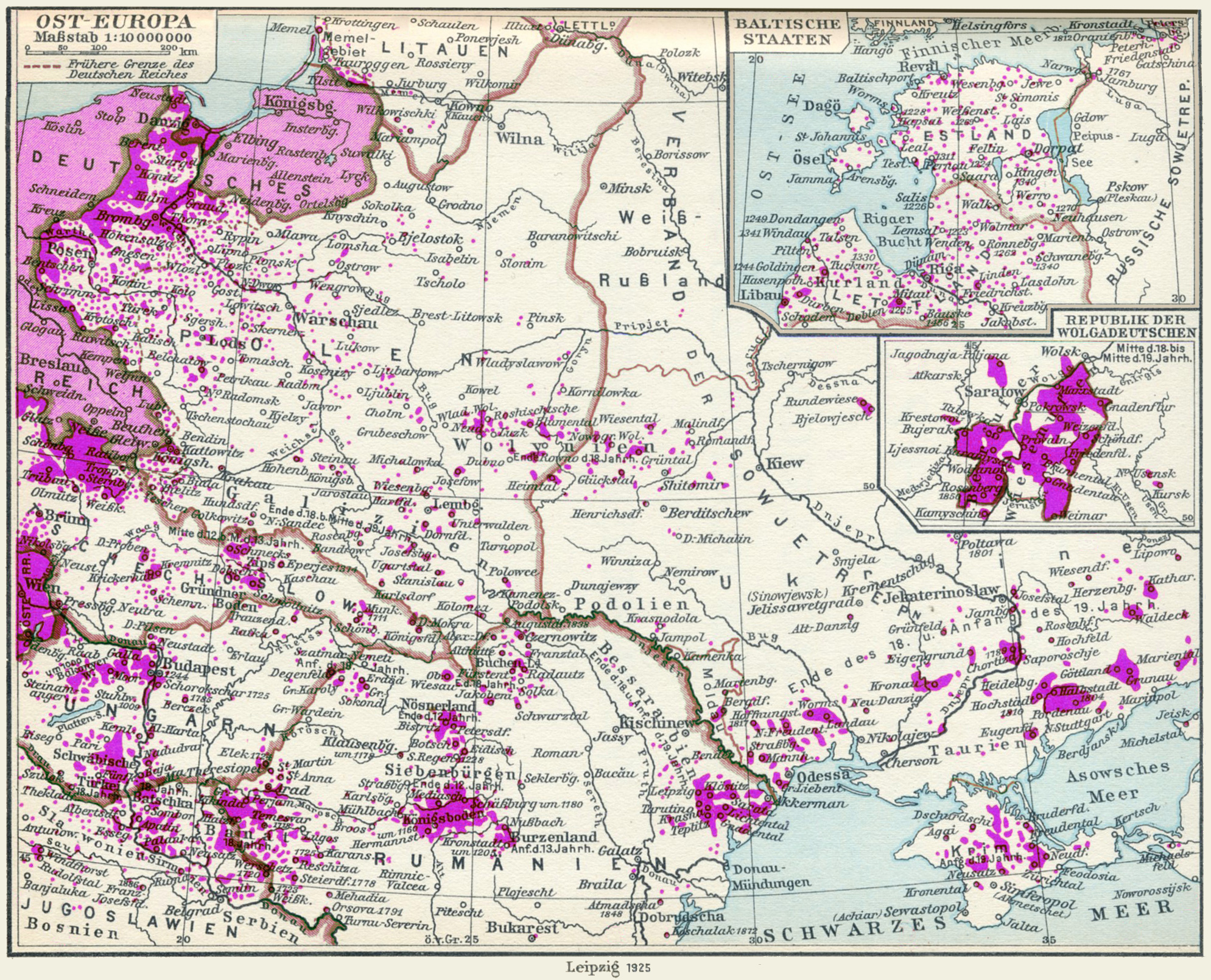
1925年中东欧大量分布的德意志人聚居点

德國的戰敗和強加的和平條款在民眾中留下了不公正的感覺。隨後的兩次世界大戰間經濟危機為統一主義者聲稱應將1919年至1922年割讓給波蘭、捷克斯洛伐克和立陶宛的領土歸還給德國的主張提供了肥沃的土壤，這為納粹接管政府鋪平了道路。
1938年10月，根據凡爾賽條約割讓給捷克斯洛伐克的摩拉維亞-西里西亞的赫盧欽地區（捷克語：Hlučínsko，德語：Hultschiner Ländchen）被第三帝國吞併，作為捷克斯洛伐克在慕尼黑協議時期失去的地區的一部分。然而與其他沦陷的的捷克斯洛伐克領土不同，它並不隸屬於蘇台德蘭帝國大區（蘇台德地區的行政區域），而是隸屬於普魯士的上西里西亞。
到1938年底，立陶宛失去了對梅梅爾地區局勢的控制，該城在13世紀被條頓騎士團建立，並在1923年的克萊佩達起義中被立陶宛吞併。1939年3月23日凌晨，在德國下達最後通牒、立陶宛代表團前往柏林後，立陶宛外交部長约萨斯·乌尔布斯和德國外交部長里賓特洛甫簽署了將梅梅爾領土割讓給德國的條約，以維持和德國的和平；立陶宛失去了其唯一的波罗的海出海口，经济受到严重打击。
在兩次世界大戰期間，魏瑪和納粹德國政府進行了大規模的重命名運動，以消除波蘭、立陶宛和舊普魯士的痕跡。第二次世界大战开始时，德国入侵波兰，並合併了在《凡尔赛条约》中失去的东部领土。
1939年9月1日，德國在沒有宣戰的情況下入侵波蘭，這標誌著第二次世界大戰的開始。第三帝國吞併了波蘭的土地，包括波梅瑞利亞（“波蘭走廊”）、库尔姆、大波蘭本土、庫亞維、謝拉茲、北馬蘇里亞，以及波蘭境內上西里西亞的部分地區，包括1938年被波蘭吞併的切申西里西亞的前捷克斯洛伐克部分。由當時已經被納粹黨控制的人民黨選舉產生的但澤自由市參議院投票再次成為德國的一部分，但波蘭人和猶太人被剝奪了投票權，所有非納粹政黨都被取締。

二战初期德国军队进入德意志人聚居区的场景
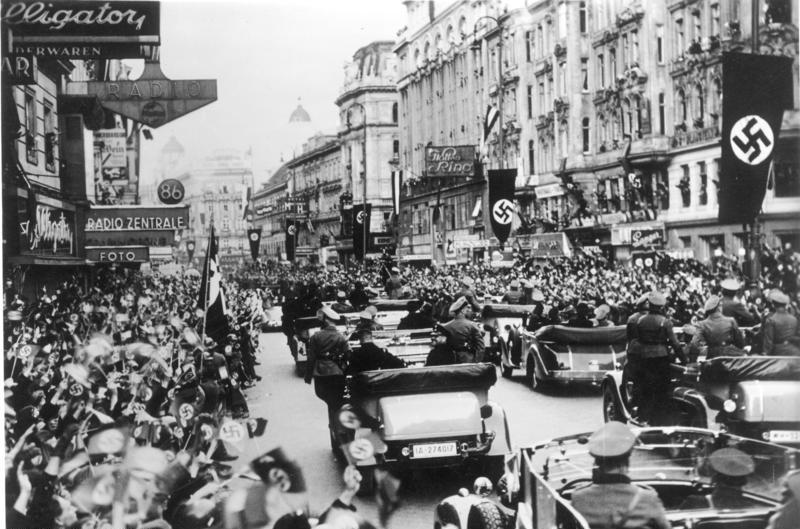
1938年3月德奧合併時維也納街頭的慶祝
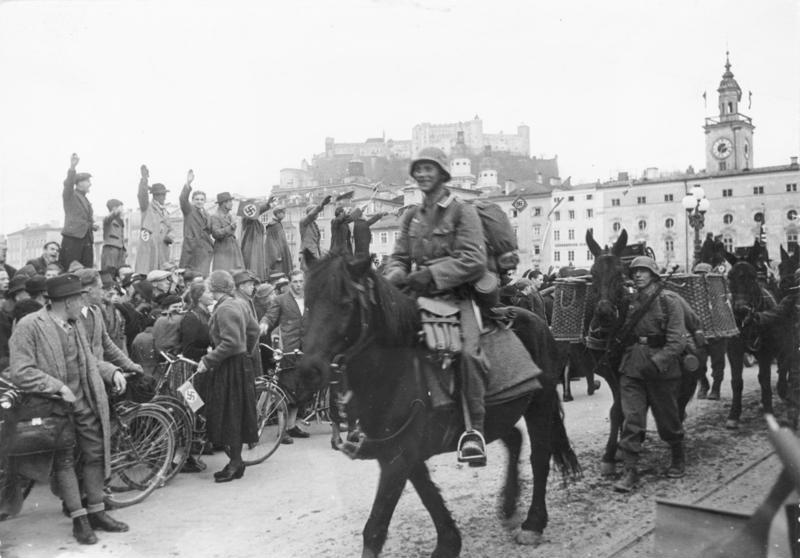
德奧合併中德國軍隊從薩爾茨堡進入奧地利
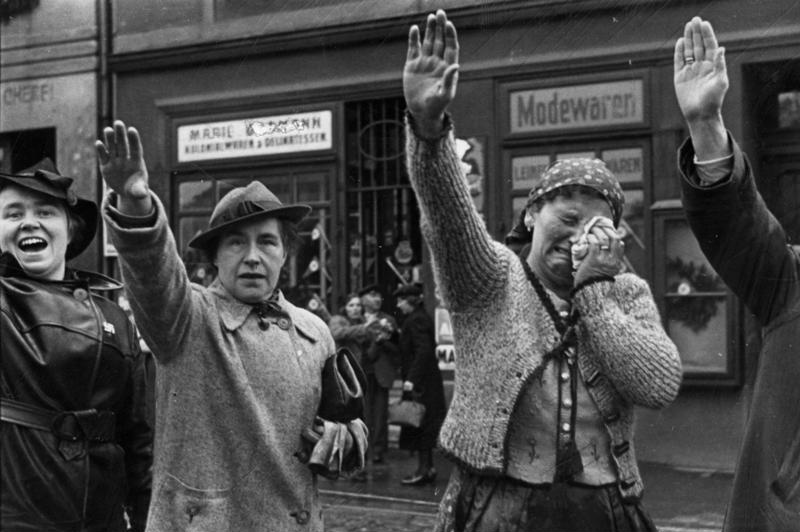
1938年10月3日，在希特勒越過邊界進入前捷克斯洛伐克蘇台德地區後，埃格的德意志人向希特勒行納粹禮
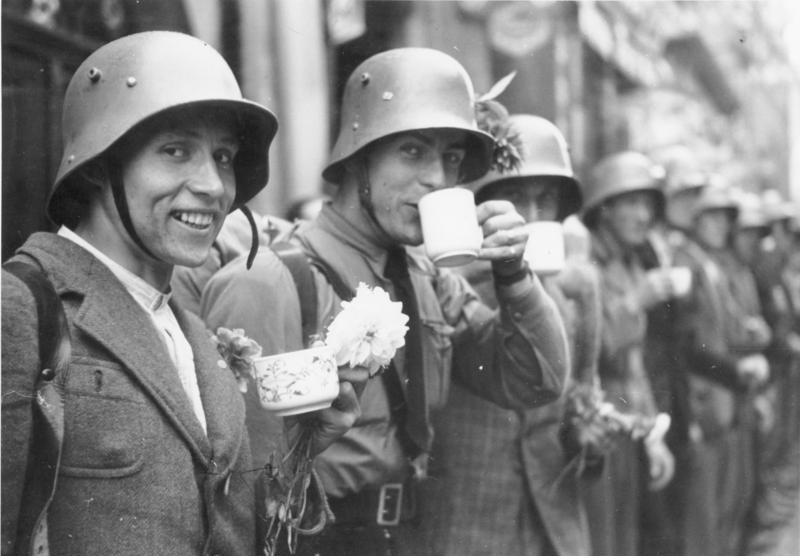
蘇台德德意志自由軍團的志願者在埃格接受當地居民的茶點
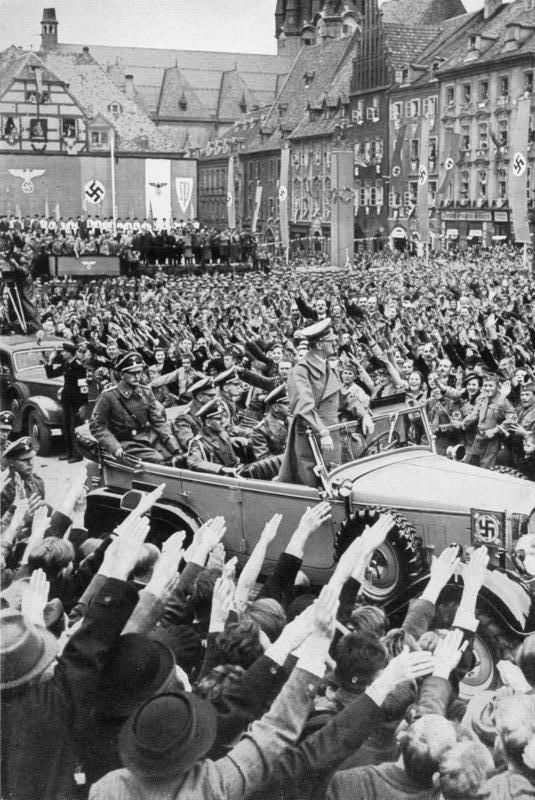
1938年10月3日，阿道夫·希特勒開車穿過埃格的人群
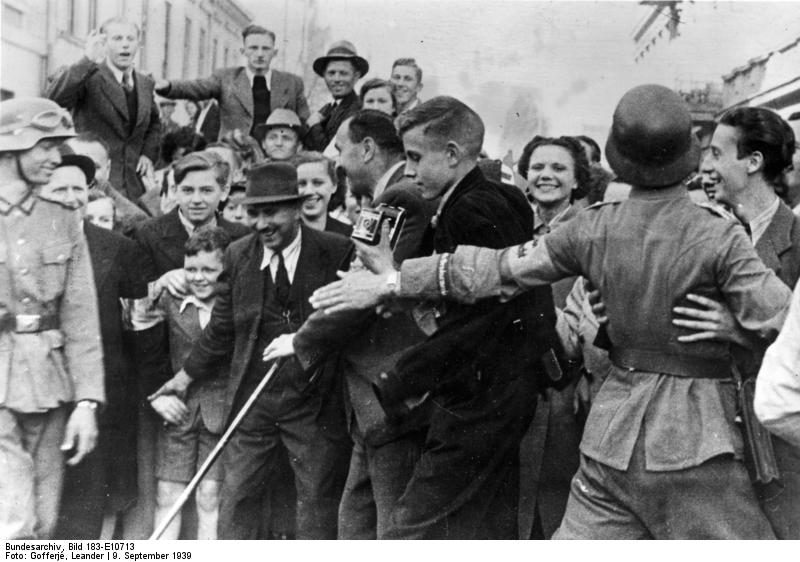
1939年9月，德軍進入羅茲的德國人聚居區
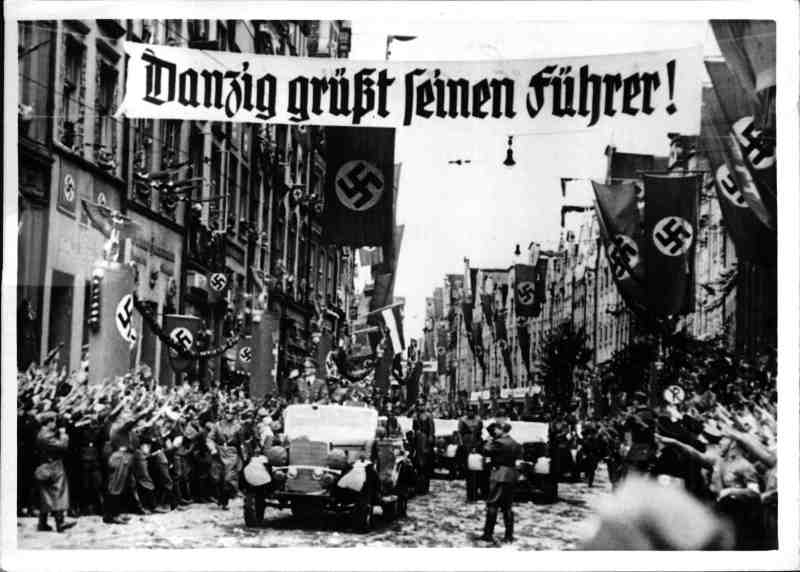
1939年9月20日希特勒进入但泽，其上标语写着「但泽向它的元首致敬」
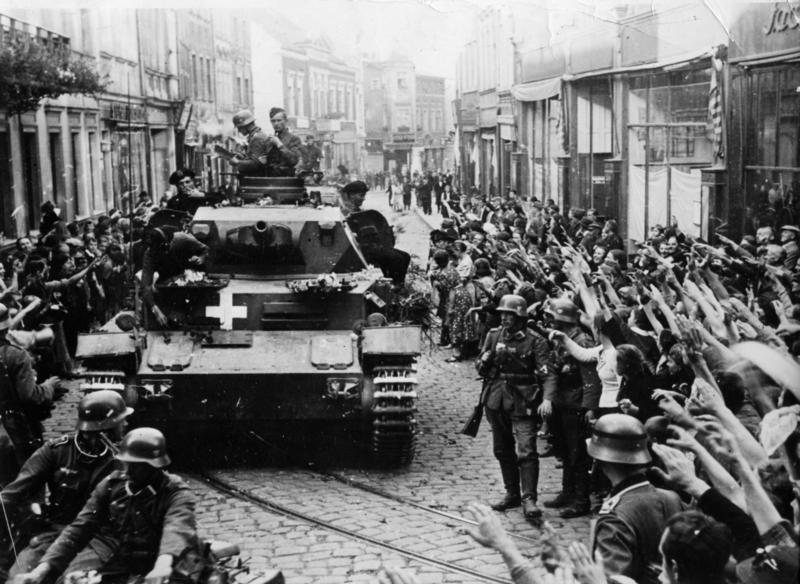
1939年9月，德軍重新開進西普魯士的格勞登茨
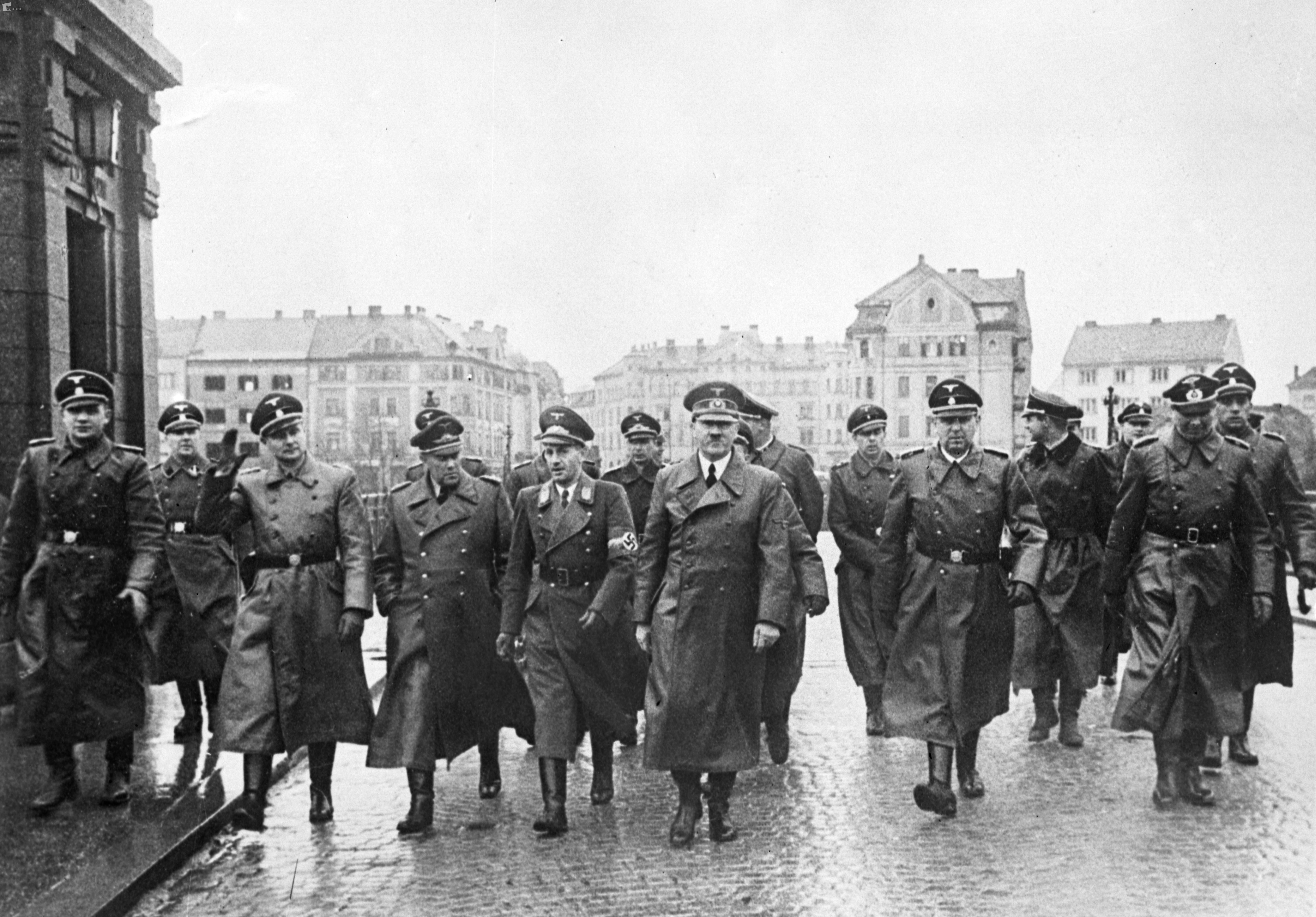
1941年4月9日，德国军队进入马尔堡。26日，希特勒来此视察并发表演说，要使此地“重新成为德国人的土地”

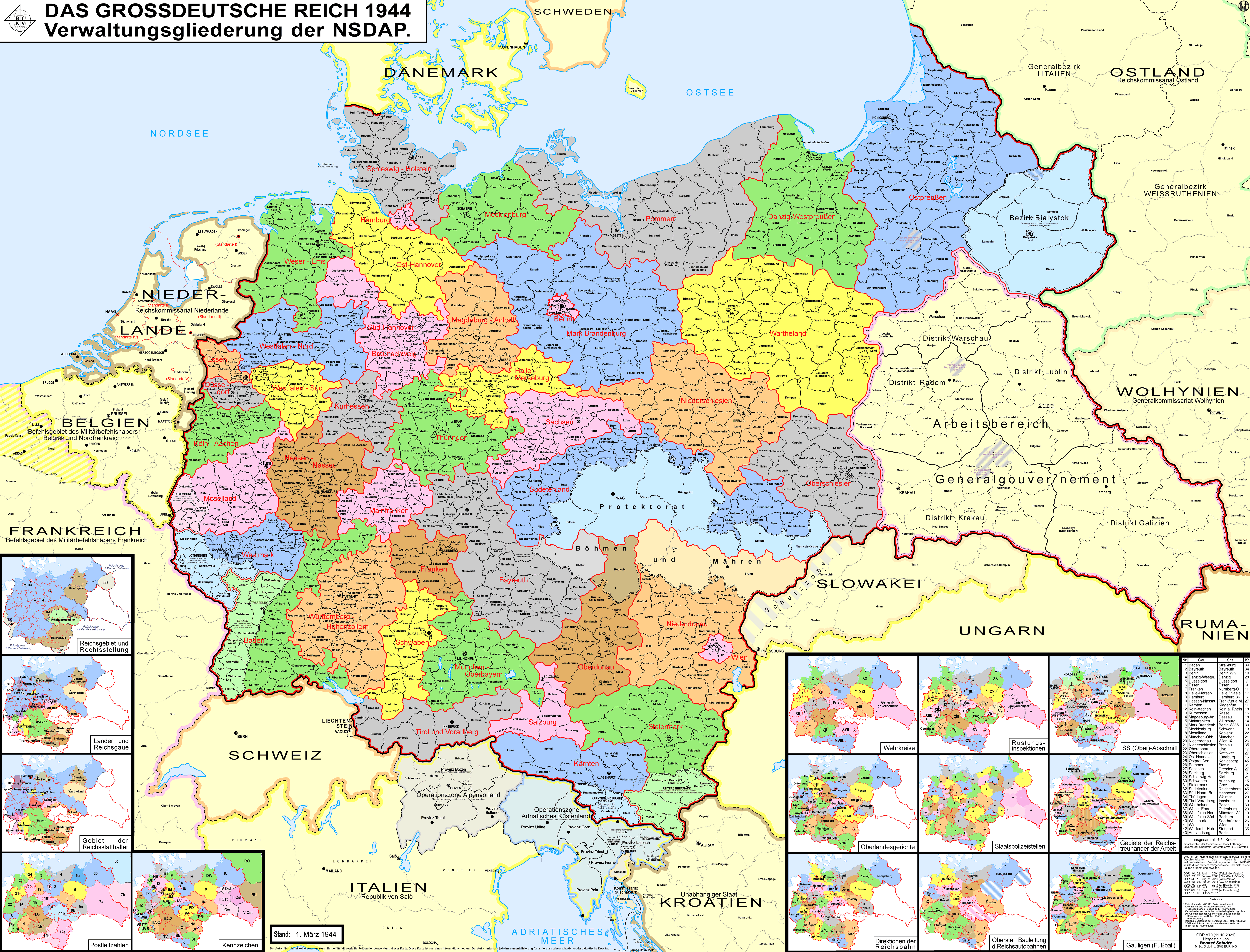
巔峰時期的德國疆土

阿道夫·希特勒的兩項法令（1939年10月8日至12日）將波蘭第二共和國的附屬地區劃分為如下行政單位：
- 瓦爾特蘭帝國大區（最初為波森帝國大區），包括整個波茲南省、羅茲省的大部分地區、波美拉尼亞省的五個縣和華沙省的一個縣；
- 但澤-西普魯士帝國大區（最初為西普魯士帝國大區），包括波美拉尼亞省的剩餘區域和但澤自由市；
- 齊切瑙專區（Regierungsbezirk Zichenau），由華沙省北部五個縣（普沃茨克、普翁斯克、謝爾普克、齊切瑙和姆瓦瓦）組成，劃歸東普魯士大區；
- 卡托維茨專區（Regierungsbezirk Kattowitz）或東上西里西亞（Ost-Oberschlesien），包括索斯諾維茨、本津、赫扎努夫和扎維爾切，以及奧爾庫什和日維茨的部分地區。

這些領土的面積為94,000平方公里，人口為1,000万。在整個戰爭期間，被吞併的波蘭領土一直受到德國的殖民統治。由於缺乏來自德國本身的定居者，殖民者主要是從東歐其他地區遷移過來的德國人。隨後德國人被重新安置在波蘭人被驅逐的家園中。波蘭的其餘領土被蘇聯吞併（參見莫洛托夫-里賓特洛甫條約）或成為德國控制的波兰总督府佔領區。
1941年6月德國對蘇聯發動進攻後，在蘇佔波蘭建立起了比亞韋斯托克專區。該專區包括比亞韋斯托克、波德拉謝地區別爾斯克、格拉耶沃、沃姆扎、索科烏卡、瓦夫卡維斯克和格羅德諾，“隸屬”於東普魯士，但並未併入它。

### 二戰後的裁決

#### 雅爾塔會議

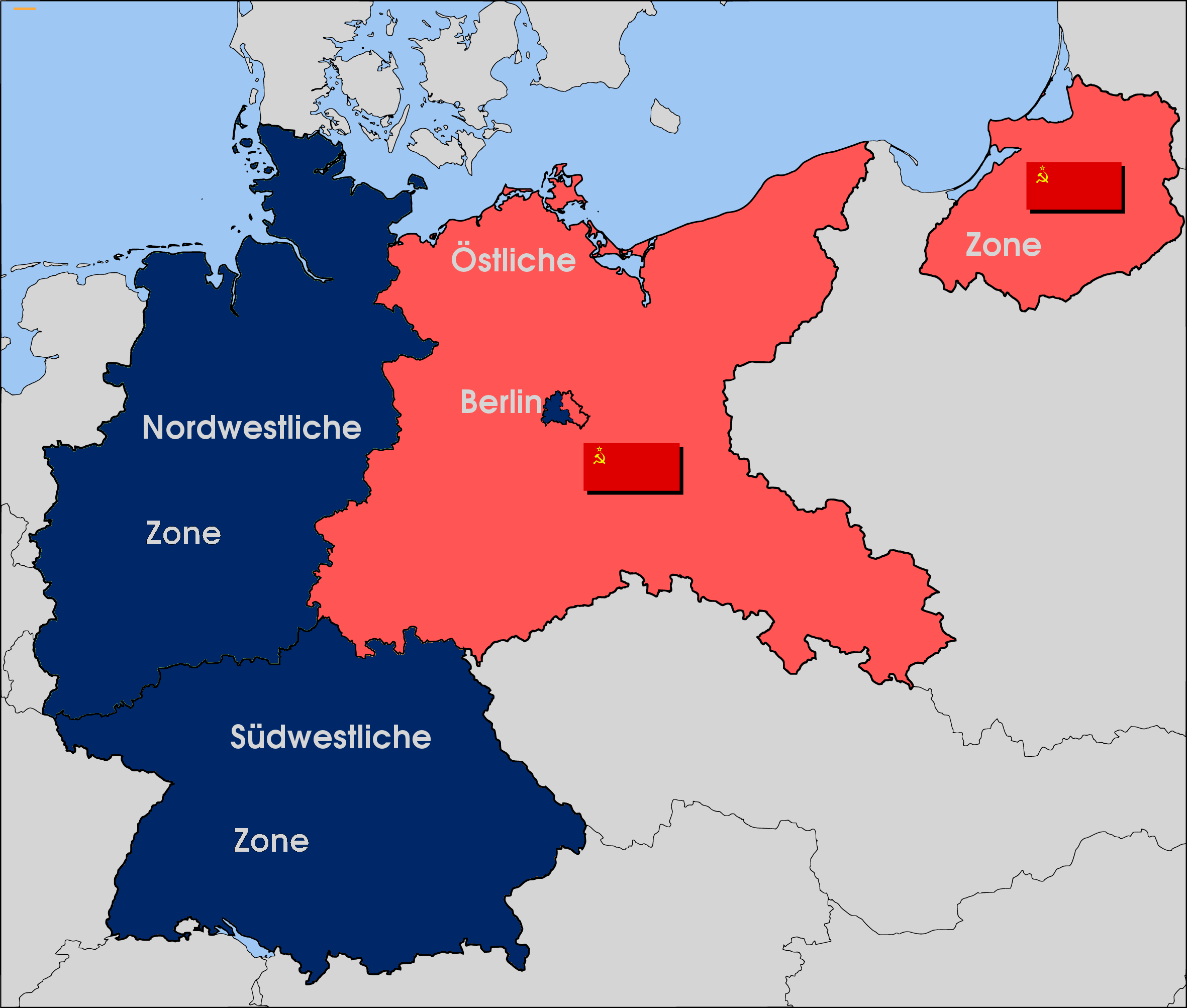
1944年計畫的分割德國方案

1945年2月，戰爭結束前不久，美國、英國和蘇聯在雅爾塔會議上做出了將波蘭邊界西移的最終決定。邊界的確切位置保持開放，西方盟國也普遍接受了奧得河作為波蘭未來西部邊界和人口轉移是防止未來邊界爭端的方式的原則。懸而未決的問題是邊界是否應該沿著東部或盧薩蒂安尼斯河，以及柏林的傳統海港斯德丁是否應該留在德國或被包括在波蘭。
最初德國允許保留斯德丁，而波蘭人將吞併東普魯士。但是最后斯大林決定将东普鲁士北部纳入苏联的统治范围，将柯尼斯堡作為蘇聯海軍的全年溫水港，故而允许波蘭人接收斯德丁。在此过程中戰時波蘭流亡政府在決定中幾乎沒有發言權。

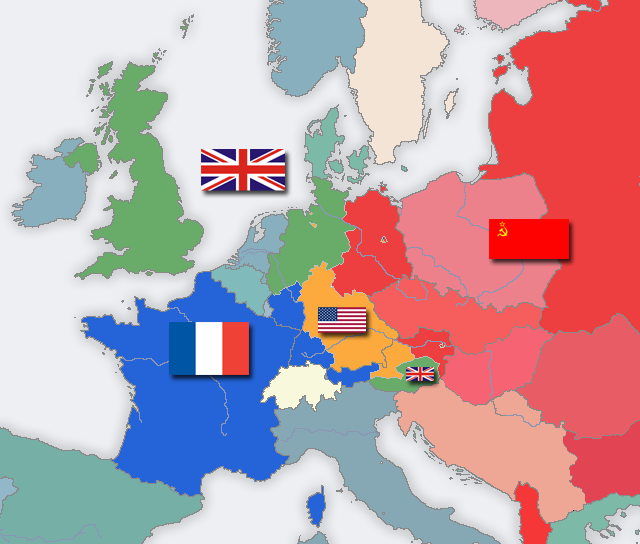
1946年的歐洲形勢：德奧由英美法蘇四國分治，蘇聯的西部邊界整體西移，捷克斯洛伐克、波蘭、羅馬尼亞及芬蘭均割讓了一定面積的領土予蘇聯

雅爾塔會議同意在戰後將德國分為四個佔領區，在德國統一之前，柏林也被四方佔領。討論了波蘭的地位，但由於當時波蘭由紅軍控制，這使情況變得複雜。會議同意重組由紅軍建立的波蘭臨時政府，包括波蘭流亡政府的一些政治人物，並將其轉變為民族團結臨時政府，但未實現承諾舉行民主和公平的選舉。這實際上結束了對1939年撤離的波蘭流亡政府的國際承認。會議同意波蘭東部邊界將沿寇松線延伸，波蘭將在西部從德國獲得大量領土補償，但確切的邊界將在以後確定。將成立一個“肢解德國委員會”來決定德國是否將被劃分為六個國家，如果是，那麼新的德國國家將擁有什麼樣的邊界和相互關係。
為了就德黑蘭和雅爾塔的口頭承諾向西方盟國施壓，蘇聯開始將奧得河-尼斯線以東的地區移交給波蘭控制，儘管這些地區仍是德國蘇維埃佔領區的正式一部分。美國政府強烈抗議波蘭政府在這些地區單方面實施。

#### 波茨坦协定
|                 | 就我們所見，驅逐是最令人滿意和最持久的方法。不會有人口混雜造成無窮無盡的麻煩。這將是一次大掃除。 |
| ——温斯顿·丘吉尔 |                                                                                                  |

二戰後美國國務院的幾份備忘錄警告不要授予波蘭如此廣闊的土地，擔心在該地區造成新的長期緊張局勢。特別是，國務院承認波蘭對下西里西亞的主張沒有種族或歷史理由。
在斯大林的壓力下，於1945年7月17日至8月2日舉行的波茨坦會議將奧得河-尼斯線以東的所有地區置於國際社會直到1939年仍為德國的一部分，或在二戰期間被德國占領的所有地區，在其他國家的管轄下，等待最後的和平會議。
盟軍還同意：
十二，德國人口有序轉移。三國政府[蘇聯、美國和英國]在全面考慮了這個問題後，承認將留在波蘭、捷克斯洛伐克和匈牙利的德裔人口或其部分轉移到德國的行動將進行。他們同意發生的任何轉移都應以有序和人道的方式進行。
這些領土地位的問題在於，《波茨坦協定》不是具有法律約束力的條約，而是蘇聯、美國和英國（法國、德國或波蘭均未加入）之間的備忘錄。它規範了德國東部邊界的問題，該邊界被確認為沿奧得河-尼斯線，但備忘錄的最後一條表示，有關德國的最終決定以及德國東部邊界的詳細對齊將受制於單獨的和平條約；三個盟國簽署國承諾尊重波茨坦備忘錄的條款。因此只要這些同盟國繼續致力於波茨坦協議，如果沒有德國就奧得河-尼斯線邊界達成一致，就不可能有和平條約，也不會有德國統一。這場辯論影響了冷戰時期的政治和外交，並在導致1990年德國統一的談判中發揮了重要作用

#### 驅逐德國人
位于奥得河-尼斯河线以东，尚未逃离（1944年冬-1945年）的大部分德语人口均被苏联红军无条件驱逐，不管他们已经在此居住了几个世纪，还是在二战中的新進移民。同时数以百万计的波兰人也被从并入苏联的波兰前东部领土填充这一区域。
由于波兰的领土西移，有140至170万波兰人从寇松线以东的苏联占领区转移到了德国前东部领土。作为1947年维斯瓦行动的一部分，14万人乌克兰人被强行从波兰东南部迁移到前德国领土。目标是将这些乌克兰人波兰化。
来自德国东部地区的被驱逐者人数为：
- 东普鲁士：189万人
- 西里西亚：321万人
- 东波美拉尼亚：147万人
- 东勃兰登堡：41万人
- 尼斯河以东的萨克森地区：2.4万人

共有约6,987,000名德国人不得不离开东部地区的祖籍地，他们逃往西德和东德。在德国明爱协会其他组织的支持下，教会寻人服务机构帮助寻找失踪人员：提交了数百万份搜索请求。

根据20世纪50年代的官方数据，估计约有200万德国人因逃亡和被驱逐出前东部领土而死亡。如今仍有约40万德国人生活在东部地区，主要是上西里西亚（奥波莱附近）。他们一直受到歧视，直到共产主义政权垮台。

二战末期德国人的大逃亡
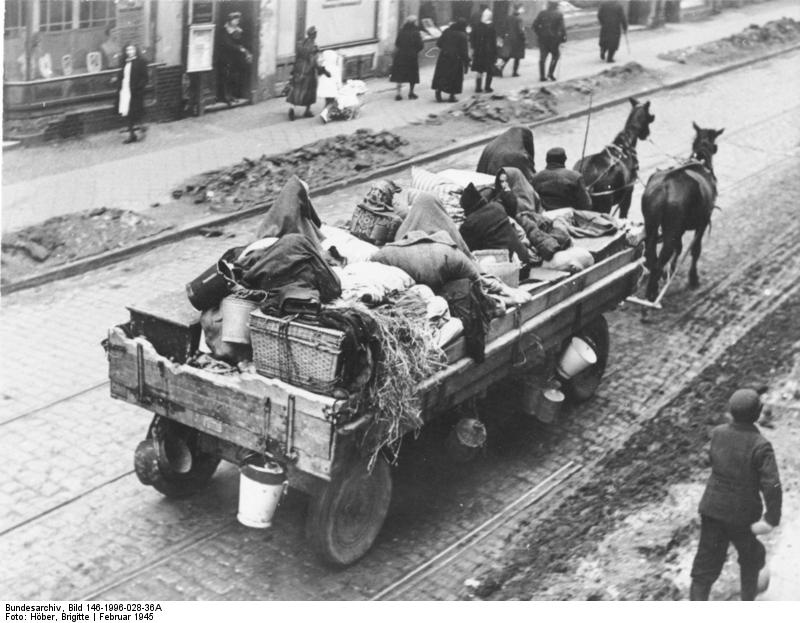
1945年2月德国人逃离埃尔宾
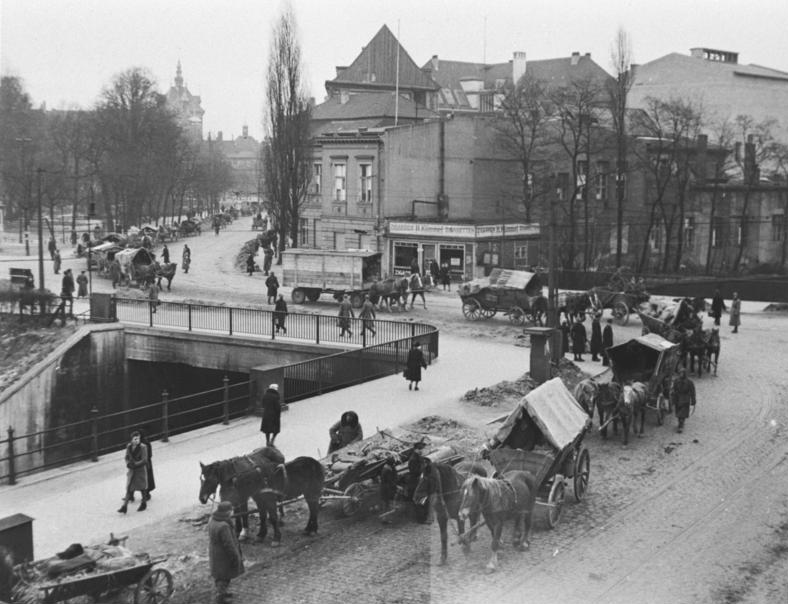
1945年2月德国人逃离但泽
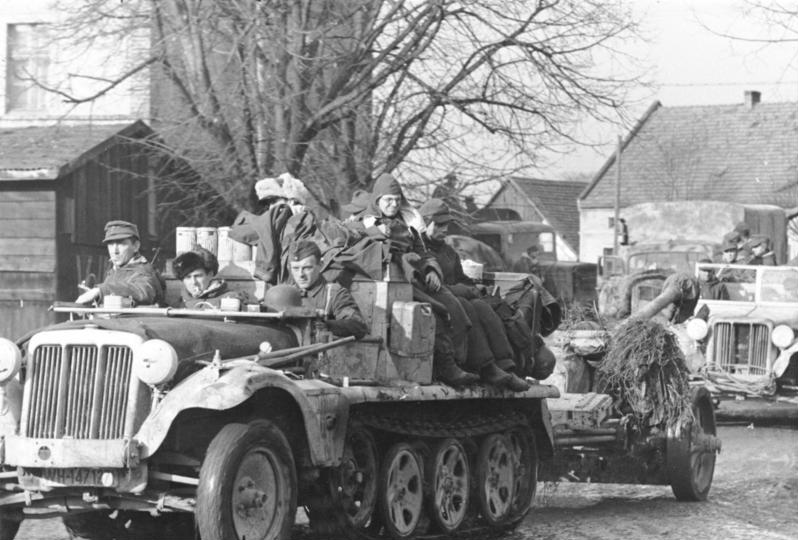
1945年2月德軍撤離布雷斯勞
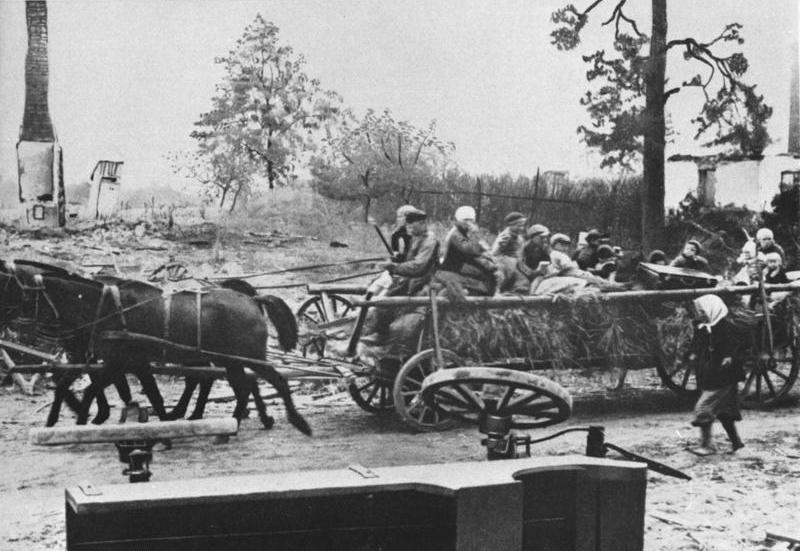
德国人逃离东普鲁士
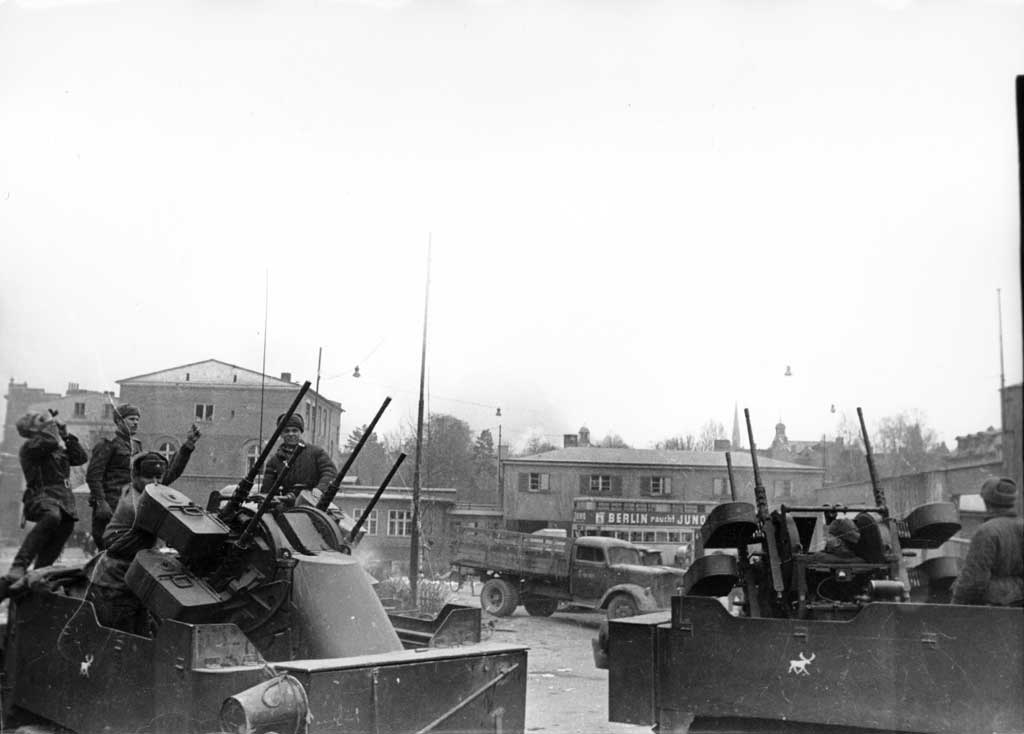
1945年3月苏联军队的M-17坦克进入但泽
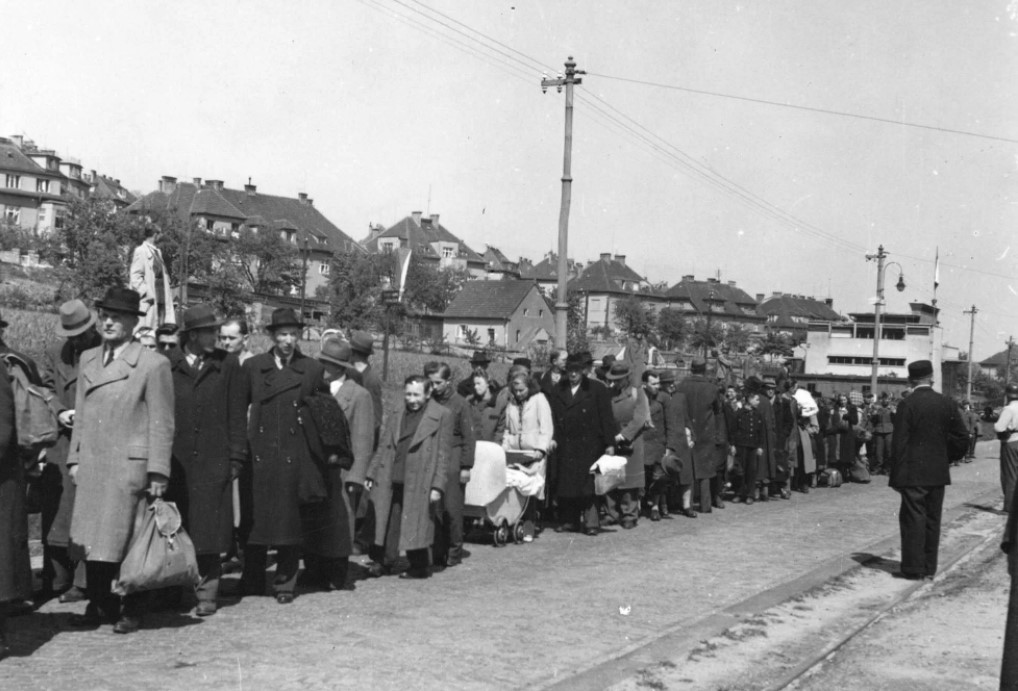
1945年5月苏台德德国人被驱逐
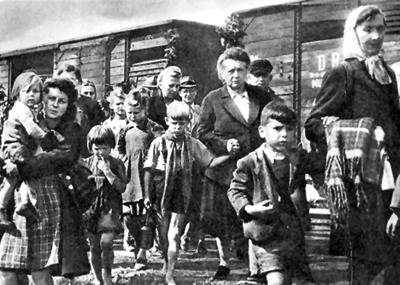
苏台德德国人被驱逐

#### 经济和社会后果
东部地区以农业为主，工业区主要分布在柯尼斯堡、斯德丁和布雷斯劳等大城市以及上西里西亚的工业区（上西里西亚煤炭和工业区，例如瓦尔登堡）周边地区，东部领土的丧失使得德国失去了大约四分之一的农业用地。在二战前，东部领土的工业生产还远低于全国平均水平：1936年整个全国的工业平均净产值为494马克，而东部地区则为229马克。对于苏联占领区和后来的东德来说，失去工业丰富的西里西亚和奥得河口及其重要港口斯德丁最初意味着相当大的经济负担。公司企业之间的经济关系必须在很大程度上重新调整。被选为斯德丁港替代品的罗斯托克港不仅规模小得多，而且也不位于通航河流上，尚未扩建为深水港。
东部领土的丧失同时促进了容克贵族的消亡，他们长期统治着普鲁士和德意志帝国，对政治和社会产生了巨大影响，然而由于土地的丧失以及向西德的逃亡，这一阶层在二战后被连根拔起。这被漢斯-烏爾里希·韋勒認为這“对联邦共和国的发展带来巨大的结构性好处”。同样历史学家曼弗雷德·格特梅克指出，联邦共和国东部地区农业部门的丧失，加剧了东德庄园经济与西德和南德占主导地位的家庭农场之间的紧张关系。

### 冷戰時期

#### 再波蘭化和兹戈热莱茨条约

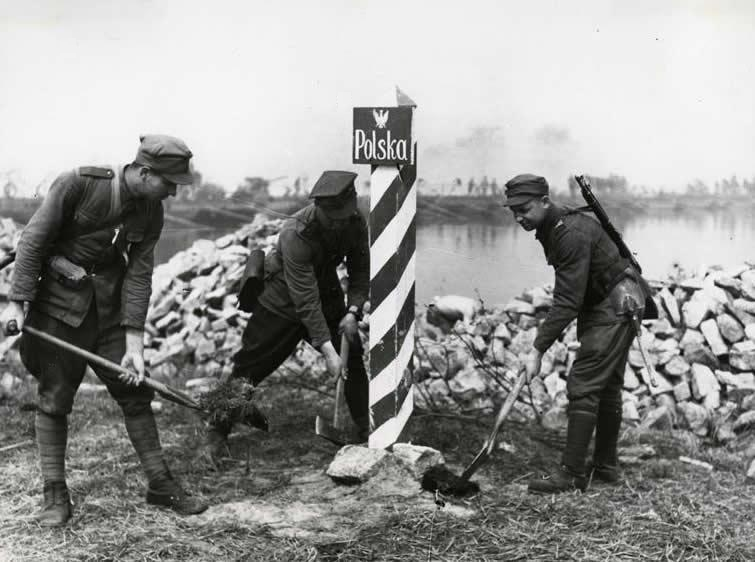
1945年秋，波兰士兵在奥得河畔树立新的波德界碑

波蘭民族主義者在兩次世界大戰期間提出的要求（儘管更為有限），波蘭對德國土地的大量領土收益受到了皮亞斯特在中世紀皮亞斯特波蘭境內建立種族同質國家的願景的啟發。1945-46年間，下西里西亞和遠波美拉尼亞等完全講德語的地區的當地居民被驅逐。儘管邊界仍不確定，但波蘭化進程迅速進行。
新的波蘭地名不是接管德國地名，而是由法令確定，恢復為斯拉夫名稱或為講德語的地方發明一個新名稱。為了在民眾的意識中確立皮亞斯特的願景，並讓他們相信吞併前德國領土的歷史正義，“收復的領土”覆蓋著與皮亞斯特王朝有關的名稱，即使建築物本身與皮亞斯特王朝的統治者沒有任何關係。
波蘭共產黨人動員起來進行清洗和文化適應，以使他們的新家園去德國化。德語單詞已從建築物中刪除，甚至從藝術品、餐具和墓地中刪除。 與此同時，就三個不同的問題舉行了公然欺詐的公投；第三個是波蘭人民是否贊成新的西部邊界。根據官方結果，儘管波蘭在東部也失去了大量領土，但仍有超過90%的人投了贊成票。
該過程於1950年由兹戈热莱茨条约最終確定，該條約是在蘇聯壓力下由東德臨時政府總理奥托·格罗提渥和波蘭總理約瑟夫·西倫凱維茲簽署的。它承認1945年《波茨坦協定》規定的奧德-尼斯線為兩國之間的邊界。這些術語指的是從斯维讷明德以西的波羅的海（但沒有提及什切青）沿奧得河和盧薩蒂亞尼斯河到捷克斯洛伐克邊界的“已定義和現有邊界”

#### 西德的聲索

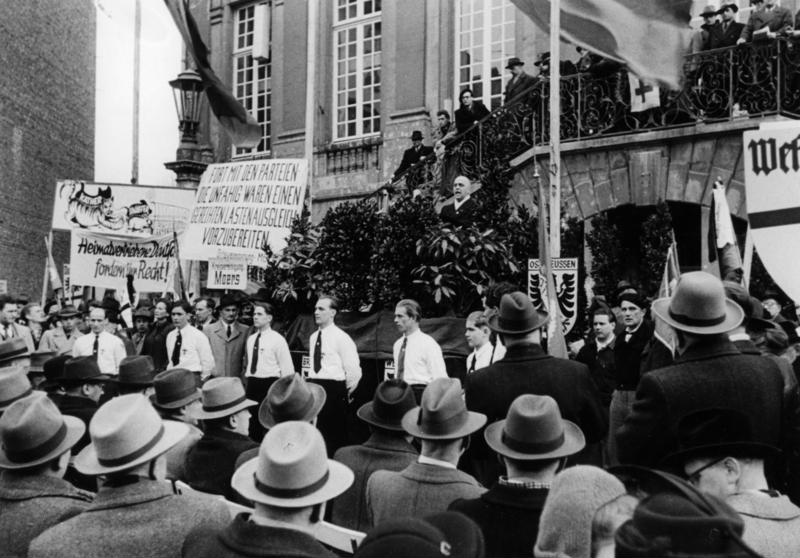
1951年，西德首都波恩，来自东部的离散者集会，要求聲索德国在二战前的领土

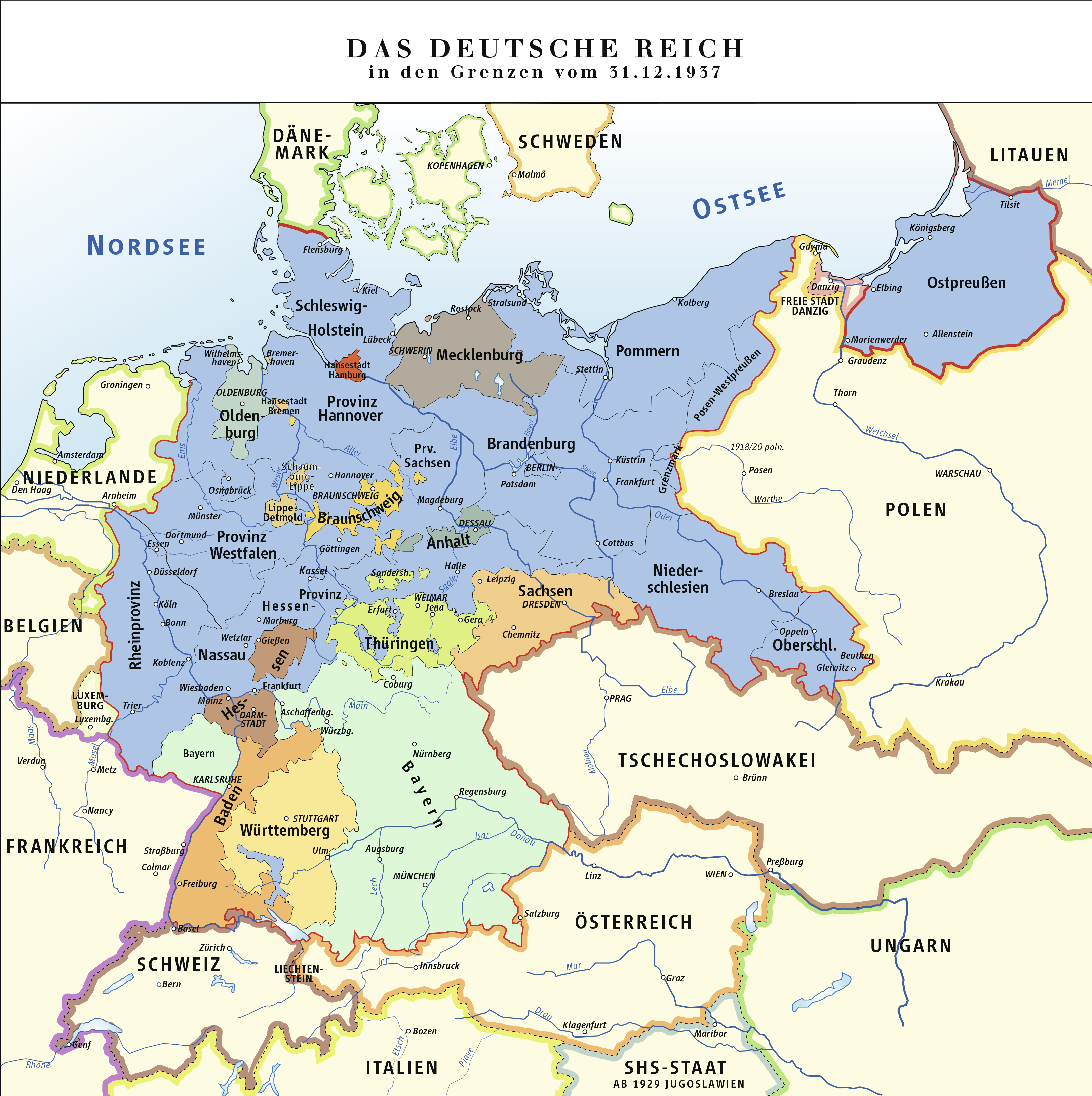
1937年12月31日的德國版圖。在此種理論的支持者認知下，在德國分裂和東德缺乏自決能力的條件下，東德從一開始就不被聯邦德國承認為一個獨立的國家。同時另一種法律解釋開始出現，根據這一解釋，德意志國作為一個國家和國際法主體並沒有在1945年消失，而是繼續存在於其1937年的邊界內，只是缺少實際影響力。因此德意志聯邦共和國的成立只是其西部的憲法重組，而德國的前東部領土也僅僅是被蘇聯和波蘭「管制」

戰後所謂“德國問題”是戰後德國和歐洲歷史和政治的重要因素。1949年至1970年間，西德政府將這些領土稱為“暫時在波蘭和蘇聯管理下的前德國領土”。該術語用於 1937年德國邊界內的德國東部領土，並基於波茨坦協議中使用的術語。它僅由德意志聯邦共和國使用；但波蘭和蘇聯政府反對這些領土有朝一日應歸還德國的明顯暗示。波蘭政府更喜歡使用“收復的領土”這個詞，主張一種連續性，因為這些領土的一部分幾個世紀前曾由波蘭人統治。
直到1973年，聯邦共和國採取了嚴格的路線，聲稱對整個德國擁有專屬授權。根據哈爾斯坦主義，聯邦共和國與除蘇聯外與東德保持外交關係的國家斷絕外交關係。哈爾斯坦主義作为一项政治指导方针，它规定第三国与德意志民主共和国（东德）建立外交关系必须被视为“不友好的行为”，是向西德采取行动”。联邦共和国没有具体说明任何反措施。这使得实施广泛的经济制裁成为可能，包括与有关国家断绝外交关系。目的是在外交政策上孤立东德。因此西德政府和聯邦議院在1950年宣布東德和波蘭人民共和國所簽訂之兹戈热莱茨条约“無效”。
在西德的早期歷史中，難民組織是一個重要的政治因素，要求德國永遠不要放棄被認為仍然是德國一部分的土地。然而與官方說法相反，大部分被驅逐者可能並沒有真正打算返回家園。
西德（德意志联邦共和国）政府倾向于使用“波兰和苏联统治下的前德国领土”。这是波茨坦协定中使用的措辞，但只有德意志联邦共和国这样使用，而波兰和苏联政府拒绝使用这个说法，因为这暗示这些领土有一天将归还德国。

#### 東方政策
|               | 沉湎过去的人无法面对未来。 |
| ——威利·勃兰特 |                            |

1970年代，西德在對外關係中採用東方政治，通過承認當時歐洲秩序的現實，並放棄霍爾斯坦主義的元素，努力實現與鄰國的關係正常化。西德也暫時放棄了關於德國統一的主張，承認德意志民主共和國的存在；作為這種新外交模式的一部分，西德與蘇聯（1970年《莫斯科條約》）、波蘭（1970年《華沙條約》）、東德（1972年《基本條約》）、捷克斯洛伐克（1973年《布拉格條約》）締結了友好條約；並參加了《赫爾辛基最終法案》（1975年）的制定。1973年《茲戈澤萊茨條約》以及東德和西德基本條約的有效性在德國聯邦憲法的判決中得到明確確認。
然而其後西德繼續其實現東德、西德和柏林統一的長期目標；並堅持其正式承認戰後德國的邊界需要在第二次世界大戰最終解決的背景下得到統一的德國的確認。一些西德評論員繼續堅持認為，茲戈澤萊茨條約和華沙條約都不應被視為具有約束力，一個未來統一的德國應當包括其前東部領土。儘管這些保留是為了國內政治消費，而支持它們的論點在國際法中沒有實質作用。

### 兩德統一後
1989年柏林牆倒塌，兩德在分裂40年後重歸同意。作為渡讓條件，1990年德國在《關於德國的最終解決條約》中重新統一時正式承認其目前的東部邊界，結束了德國對奧得河-尼斯線以東任何領土的任何主權要求。隨著時間的推移，“德國問題”被一些相關現象所掩蓋：
- 隨著時間的流逝，在德國管轄下的這些地區擁有生活經驗的人越來越少。
- 在關於德國的《最終解決條約》中，德國放棄了對奧得河-尼斯線以東領土的所有主張。德國在1990年11月14日的《德波邊界條約》中重申了德國對邊界的承認。這些條約中的第一個條約由兩個德國國家簽訂，並於1991年由統一的德國批准。第二個已經由統一的德國簽署。
- 2004年歐盟向東的擴張使任何希望在波蘭（即奧得河-尼斯線以東）生活和工作的德國人無需獲得許可即可自由移动和居留。德國被驅逐者和難民可以自由地訪問他們的故居和定居，儘管在購買土地和建築物方面仍然存在一些限制。波蘭最终於2007年12月21日加入申根區，取消了與德國接壤的所有邊境管制。

根據《最終解決條約》第1條，新統一的德國政府承諾放棄在東德、西德和柏林邊界之外的任何進一步的領土主張：
統一的德國對其他國家沒有任何領土要求，將來也不會主張任何領土。
此外德國還要求修改《聯邦共和國基本法》，明確規定現在已經實現了德國的全面統一，新的德意志國家包括整個德國，並且應該取消任何領土的所有憲法機制。在這些邊界之外，隨後可能會被接納；這些新的憲法條款受條約約束，不得撤銷。 《基本法》第23條被廢除，禁止任何其他州申請加入聯邦共和國；而第146條被修改為明確規定新統一的共和國的領土包括整個德意志人民； “本基本法自德國實現統一和自由以來適用於全體德國人民，自德國人民自由通過的憲法生效之日起停止適用”。這在1990年序言的改寫中得到了證實； “德國人……在自由自決中實現了德國的統一和自由。因此，這項基本法適用於整個德國人民。”
在德國統一過程中，德國總理赫爾穆特·科爾最初在他的10點意見中沒有提及接受邊界是確定性的，但後來又不情願地重申了接受二戰後進行的領土變更，從而引起了國際社會的強烈抗議。被驅逐者联邦激怒，而一些波蘭人擔心他們1939年的創傷可能會因“第二次德國入侵”而復活，這一次是德國人買回他們當時便宜的土地。這發生的規模比許多波蘭人預期的要小，波蘭的波羅的海沿岸已成為一個受歡迎的德國旅遊目的地。所謂的“鄉愁旅遊”在1990年代通常被認為是相當激進，現在往往被視為一次善意的懷舊之旅，而不是表達憤怒和渴望歸還失地的願望。
德國的一些組織繼續要求德國領土或德國公民的財產。可能只有不到100名成員的普魯士信託基金（Preussische Treuhand，或普魯士索賠協會）在2006年12月向歐洲人權法院提交了針對波蘭政府的23項個人索賠要求時，重新開啟了舊糾紛。賠償或歸還二戰結束時從其成員那裡挪用的財產。由德國和波蘭政府聯合委託國際法專家撰寫的一份專家報告證實，普魯士信託基金提出的申訴幾乎沒有成功的希望。但德國政府無法阻止此類請求的提出，波蘭政府認為這些意見值得波蘭外交部長安娜·福蒂加發表評論，以“在收到有關針對波蘭的索賠的信息後表達 [她] 最深切的關注由普魯士信託基金提交給歐洲人權法院”。2008年10月9日，歐洲人權法院宣布普魯士信託基金訴波蘭案不可受理。

德国境内对东部领土的纪念
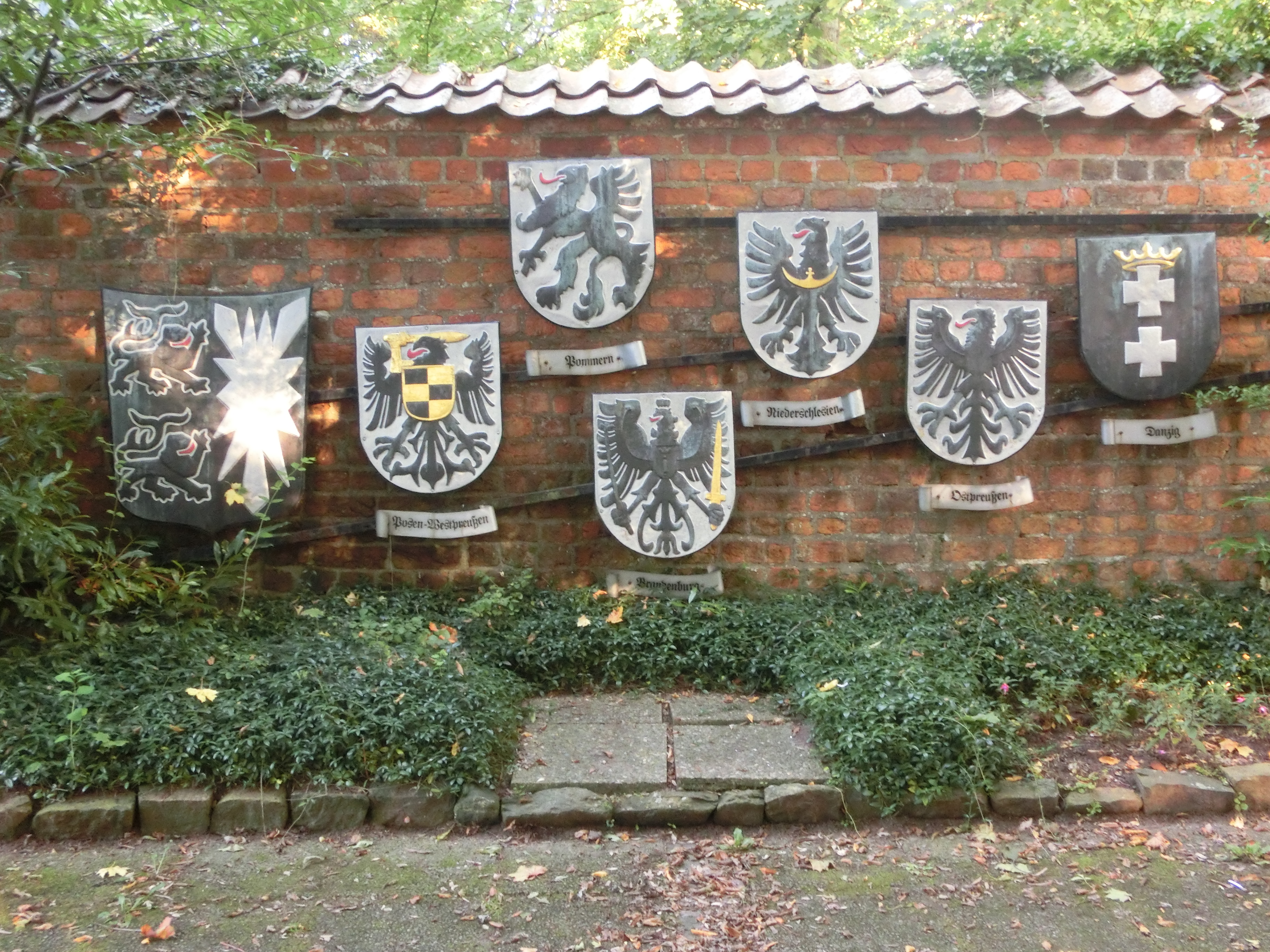
博德斯霍尔姆的东部省份纪念碑
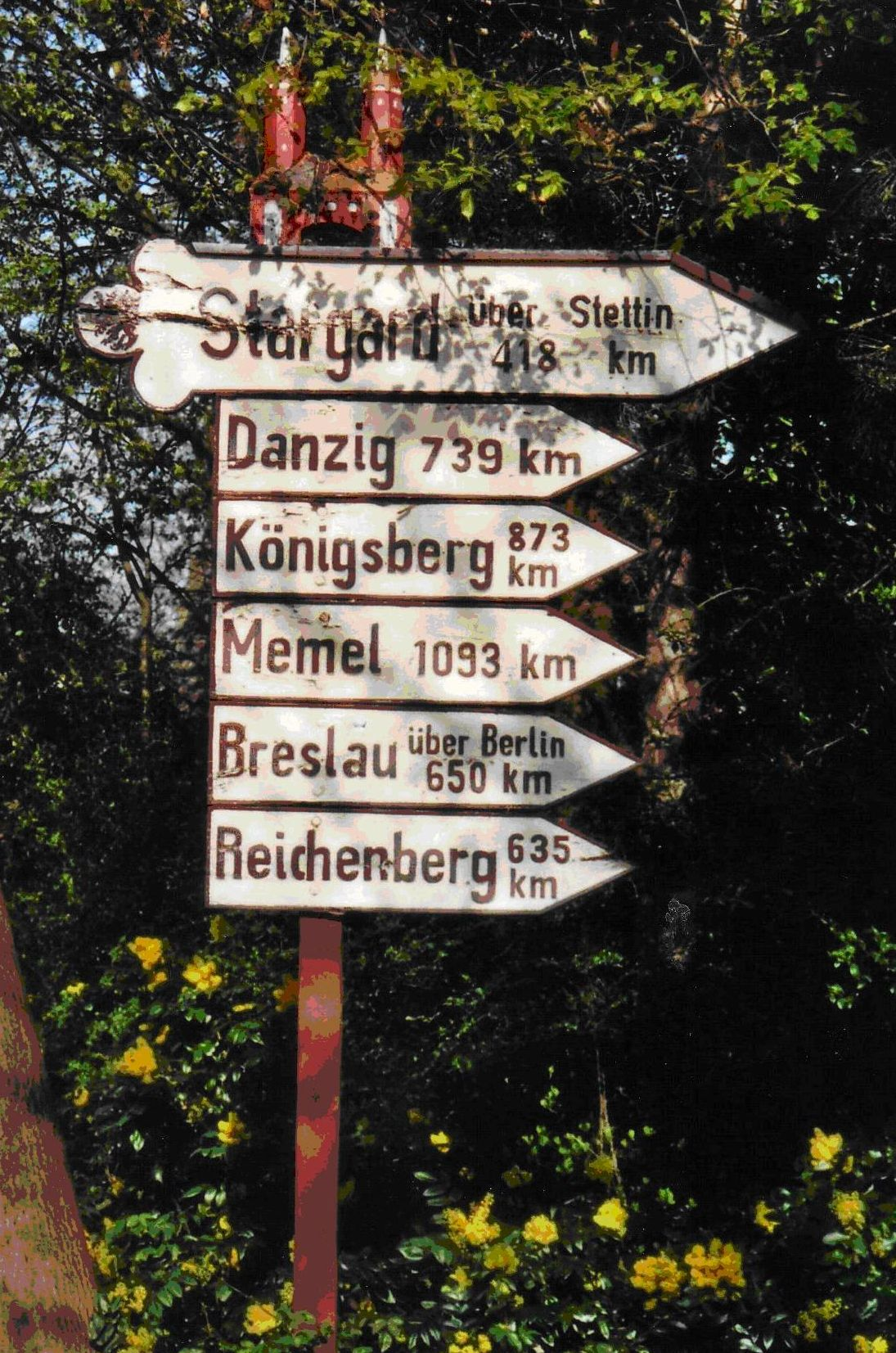
埃尔姆斯霍恩火车站的路标，上面有东部地区的各个城市
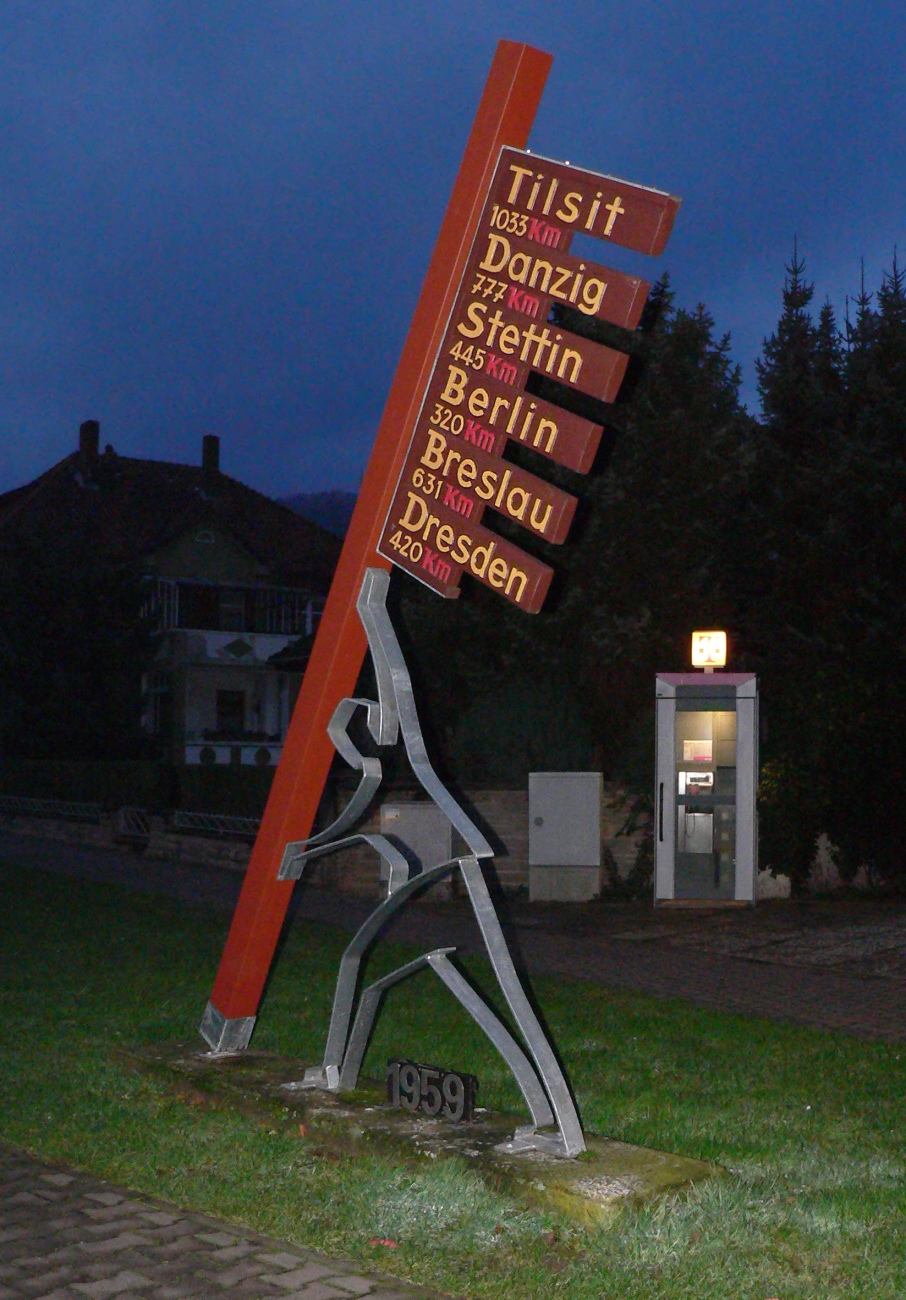
施普林格的路标
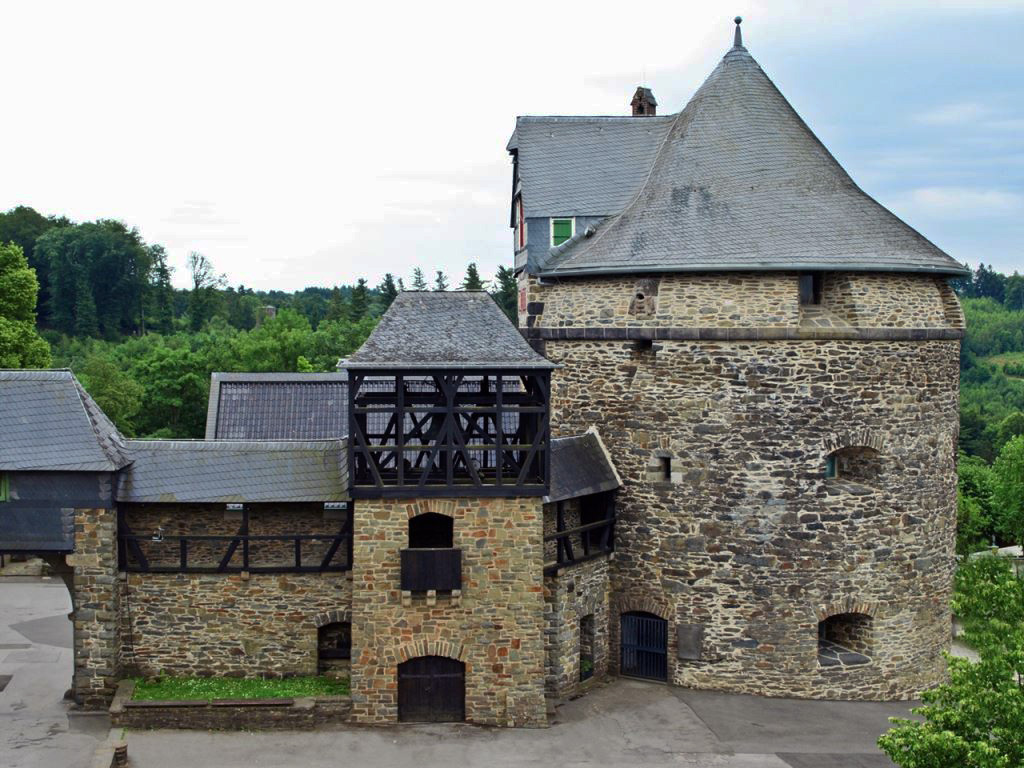
贝格城堡炮台塔内的“德国东部诸省纪念碑”
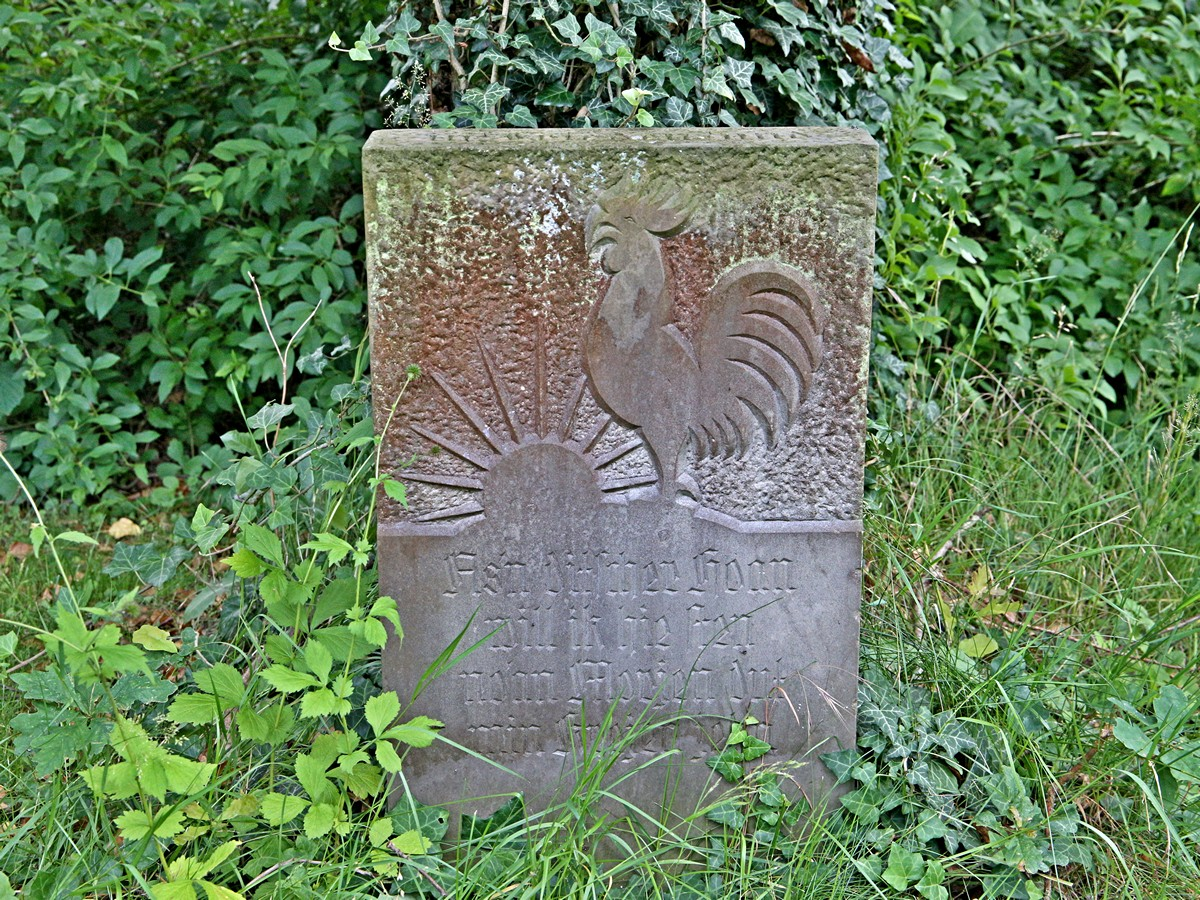
“我想像乌鸦一样飞向东方”——克伦策的纪念石
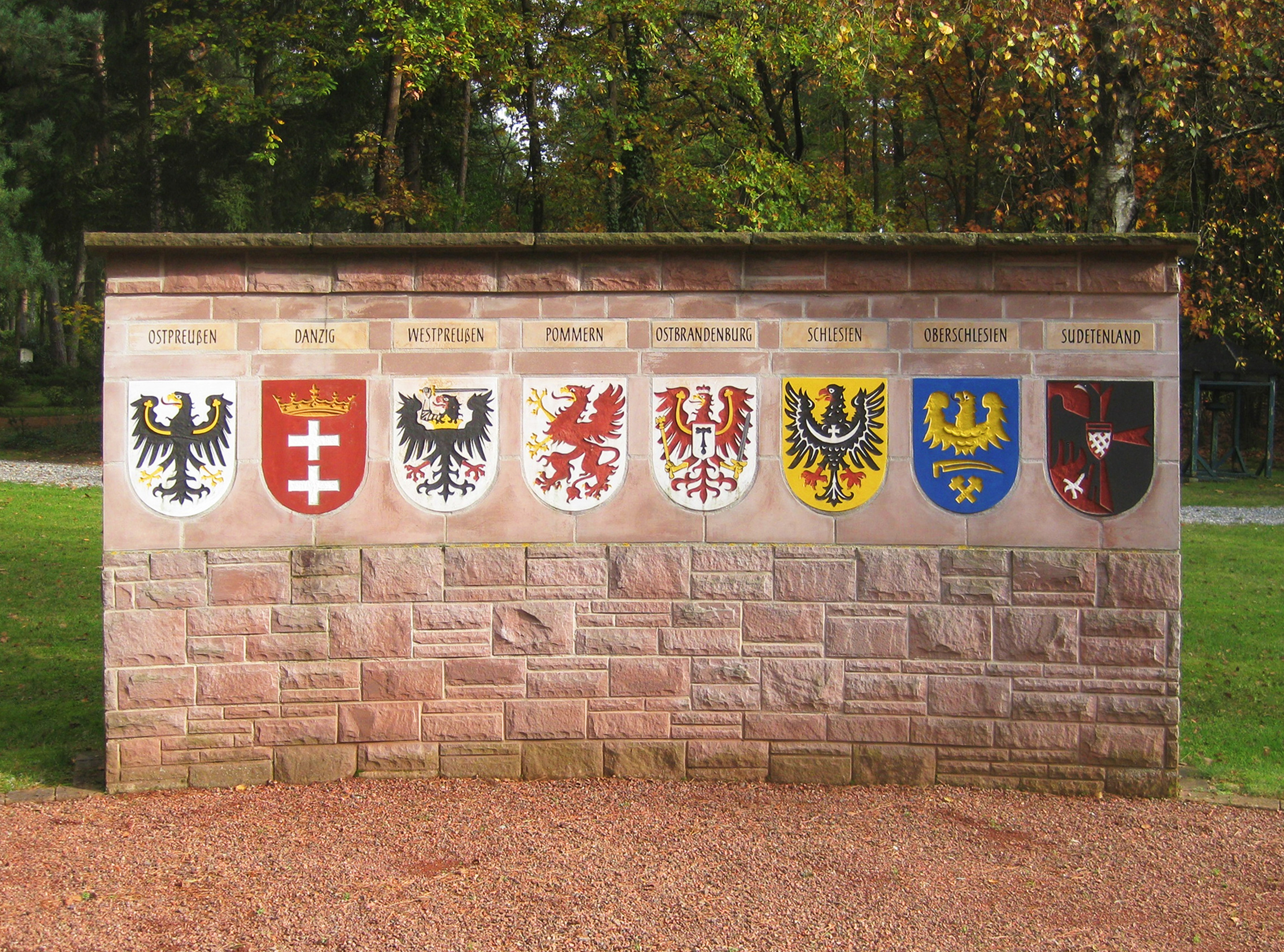
比勒费尔德的被驱逐的德国人对故土的纪念碑，从左到右依次为东普鲁士、但泽、西普鲁士、波美拉尼亚、东勃兰登堡、西里西亚、上西里西亚、苏台德蘭（波森没有被包括在内）
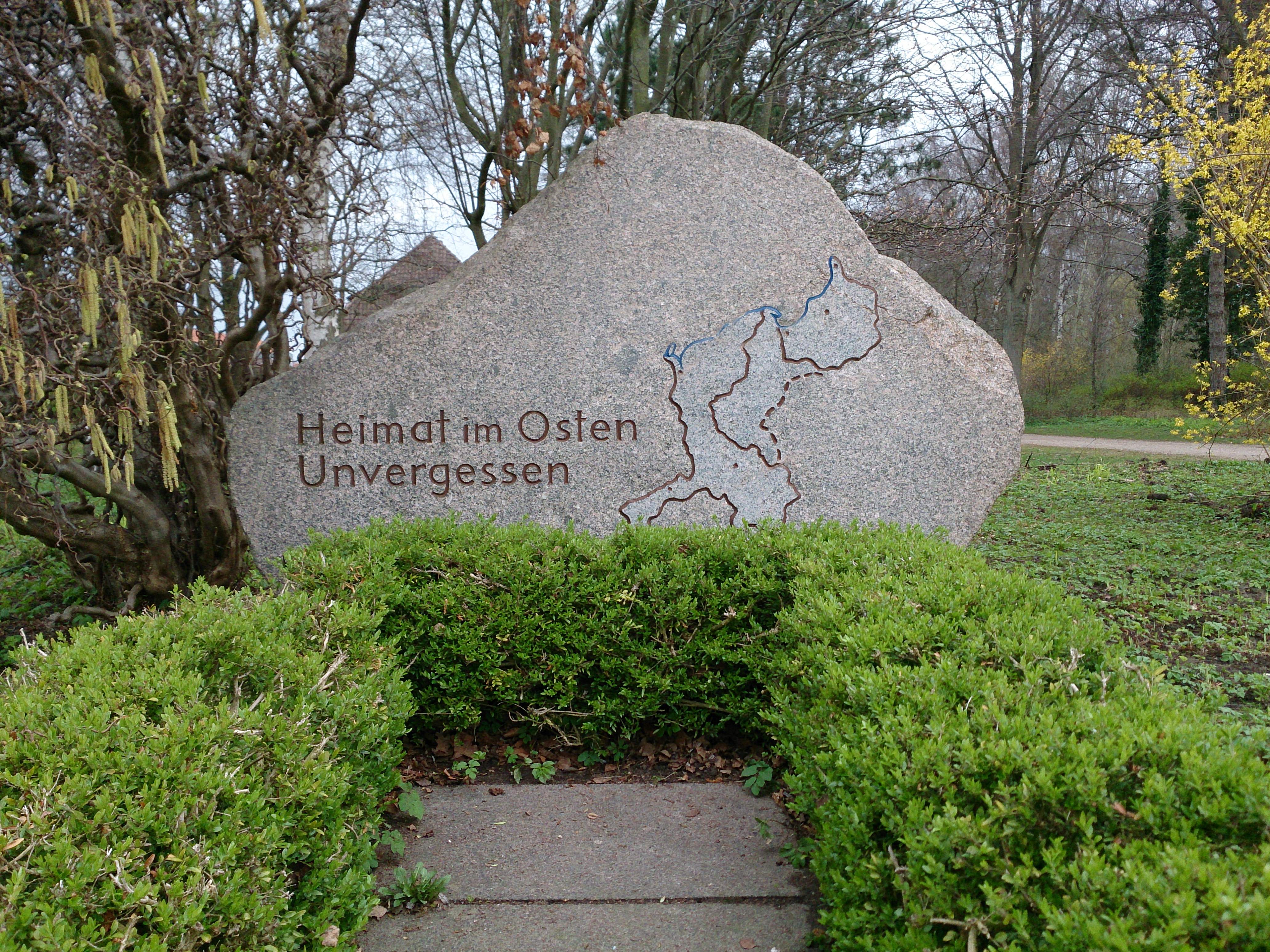
奥伊廷的石碑，上面写着「家园从未被遗忘」（Heimat Unvergessen）

## 领土

### 波美拉尼亚
遠波美拉尼亞包括普魯士波美拉尼亞省的東部。它大致從西部的奧得河延伸到東部的波梅雷利亞。它大致對應於今天的波蘭西波美拉尼亞省。1945年與遠波美拉尼亞一起，包括斯德丁（今什切青）和斯维讷明德（今斯維諾烏伊希切）在內的西波美拉尼亞一小塊地區被轉移到波蘭。
從10世紀後期開始，德國前東部領土的波美拉尼亞地區曾多次處於波蘭的統治之下，當時梅什科一世至少獲得了其中的重要部分。1000-1007年，梅什科的兒子博萊斯瓦夫一世在科沃布熱格地區建立了一個主教區，之後該地區再次被波蘭異教斯拉夫部落佔領。
波美拉尼亞公國於1121年建立為波蘭的附庸國，直到1138年波蘭統治者波列斯瓦夫三世去世後波蘭分裂。此後波美拉尼亞公爵獨立，後來成為公國的附庸國（先後歸屬薩克森（1164-1181年）、神聖羅馬帝國（1181-1185年）、丹麥（1185-1227年）），最後從1227年起留在神聖羅馬帝國。到中世紀末期，由於日耳曼定居者的湧入、斯拉夫人口的同化、德國城鎮法的引入、日耳曼風俗的影響和汉萨同盟的貿易，該地區已在很大程度上日耳曼化。
1648年威斯特伐利亞和約之後，遠波美拉尼亞成為勃蘭登堡-普魯士的一部分。1771年，勞恩堡和比托地區被普魯士國王吞併，併入普魯士王國的波美拉尼亞省。拿破崙戰爭後，瑞典波美拉尼亞於1815年的维也纳会议上併入普魯士，兩者構成了波美拉尼亞省。1938年，解散的波森-西普魯士北部成為了該省的一部分。
在20世紀之交，該省總人口近170萬，其中講波蘭語的少數民族不到1%，且主要为卡舒比人。
波美拉尼省東部的主要城市有：
1. 克斯林（Köslin）/科沙林（Koszalin）
2. 斯德丁（Stettin）/什切青（Szczecin）
3. 科爾貝格（Kolberg）/科沃布熱格（Kołobrzeg）

波美拉尼亞省的行政區有：
1. 施特拉爾松德行政區
2. 斯德丁行政区
3. 克斯林行政区
4. 施奈德穆爾行政区[註 4]

### 东勃兰登堡
中世紀的莱布斯地区，位於奧得河兩岸直到西部的施普雷河，包括莱布斯（Lebus）本身，也構成了梅什科王國的一部分。1249年，當西里西亞公爵博萊斯瓦夫二世羅加特卡將盧布斯賣給勃蘭登堡的阿斯卡尼亞侯爵後，波蘭失去了盧布斯。勃蘭登堡還從大波蘭公爵普熱梅斯一世手中收購了桑托克城堡，並將其作為诺伊馬克（德語意為“新边疆区”）地區的核心。直到1424年，萊布斯主教區仍然是格涅茲諾總教區的一部分，當時它在馬格德堡總主教區的管轄下。 從1373年到1415年，莱布斯地区是波西米亞（捷克）王室土地的一部分。
勃蘭登堡省東部的主要城市有：
1. 奧得河畔屈斯特林（Küstrin an der Oder）/奧得河畔科斯琴（Kostrzyn nad Odrą）
2. 瓦爾特河畔蘭茨貝格（Landsberg an der Warthe）/大波蘭地區戈茹夫（Gorzów Wielkopolski）

### 西里西亚和东劳西茨
日耳曼部落在遷移時期離開該地區後，萊基特部落開始在西里西亞定居，而盧薩蒂亞則由米爾切尼和波拉比安斯拉夫人定居，而克沃茲科土地則由波希米亞人定居。10世紀，波蘭的梅什科一世將西里西亞納入其領土。從10世紀到12世紀，西里西亞、盧薩蒂亞以及克沃茲科地區在波希米亞和波蘭之間展開了爭奪。形成了幾個獨立的公國，最終一些公國隸屬於神聖羅馬帝國的選侯國波希米亞王國，而克沃茲科土地成為王國本身的組成部分。在14世紀，納米斯沃條約讓卡西米爾三世國王放棄了波蘭對西里西亞的所有主張，並將西里西亞公國割讓給波希米亞王冠土地。然而在教會方面，覆蓋西里西亞的弗羅茨瓦夫教區仍然是波蘭格涅茲諾總教區的副主教，直到1821年被豁免。
第一批德意志殖民者於12世紀末抵達，大規模的德意志人定居始於13世紀初亨利一世統治時期。 德國定居者帶來的新形式的農業、技術和法律在該地區紮根，也造福於斯拉夫人口。到14世紀後期，已有130個城鎮和1300個村莊採用了德國法律。耶萊尼亞古拉/希爾施貝格（Jelenia Góra/Hirschberg）、希隆斯克地區勒武韋克/洛威貝格（Lwówek Śląski/Löwenberg）、茲沃托雷亞/古登貝格（Złotoryja/Goldberg） 等典型的西里西亞城市引入了新的法律來吸引德國定居者，具有以中央廣場為中心的典型建築，環形廣場在波蘭廣為人知作為雷尼克。德國工匠和礦工也開始在山區定居。
在雅蓋隆家族與匈牙利王國的個人聯合統治下，直到莫哈奇戰役，波希米亞土地隨後由哈布斯堡神聖羅馬帝國皇帝與匈牙利王國和奧地利大公國聯合統治，最後在白山戰役中鎮壓波西米亞起義之後，事實上（但不是法律上）不再作為一個單獨的王國存在並成為哈布斯堡王朝的一部分。又過了一個世紀，當哈布斯堡王朝在西里西亞戰爭中敗給腓特烈大帝統治下的普魯士王國時，該地區的大部分地區與波西米亞王室的其他地區被切斷，因此在布雷斯勞和柏林條約中被迫割讓大部分地區（不包括奧地利西里西亞）。割讓的土地還包括奧帕瓦河以北的特罗保公国和克爾諾夫公國（有時被認為是摩拉維亞）領土，以及具有重要戰略意義的克沃茲科兰，它是波希米亞王國核心領土的一部分。然而直到1972年，前一個地區繼續成為奧洛穆茨總教區的一部分，而後一個地區繼續成為赫拉德茨-克拉洛維教區的一部分。
由於講德語的人和平地湧入，西里西亞的大部分地區在西里西亞皮亞斯特的各個分支連續绝嗣後變成講德語为主，就像在西里西亞戰爭之後盧薩蒂亞和後來的大部分克沃茲科地區一樣，但捷克繼續在奧地利西里西亞的部分地區、上西里西亞的赫盧欽地區和克沃茲科地區的西部、索布語在盧薩蒂亞的部分地區使用，而波蘭語則在奧得河以北的中西里西亞、部分地區流行奧地利西里西亞和上西里西亞。在後一種情況下，在中世紀抵達的德國人大多被波蘭化，特別是隨著工業革命的到來，它創造了就業和商業機會，吸引了眾多波蘭人來到該地區。下西里西亞和中西里西亞的講波蘭語的地區，直到19世紀後期通常被描述為波蘭一側，在18世紀和19世紀大部分都被德國化了，除了沿東北邊境的少數塊和更大的區域。
西里西亞省的主要城市有：
1. 布雷斯勞[註 6]（Breslau）/弗羅茨瓦夫（Wrocław）
2. 卡托維茨（Kattowitz）/卡托维兹（Katowice）
3. 奥珀伦（Oppeln）/奥波莱（Opole）
4. 格尔利茨（Görlitz）/茲戈熱萊茨[註 7]（Zgorzelec）
5. 利格尼茨（Liegnitz）/萊格尼察（Legnica）
6. 施韋德尼茨（Schweidnitz）/希維德尼察（Świdnica）

西里西亞省的行政區有：
1. 卡托维茨行政区[註 8]
2. 布雷斯劳行政区
3. 利格尼茨行政区
4. 奥珀伦行政区

### 东普鲁士
最初主要由異教徒的古普魯士人居住，這些地區在13和14世紀被征服並併入條頓騎士團的國家。在條頓騎士團的統治下，該地區的城鎮建立起來，林地被清除，沼澤地被殖民者定居，這些殖民者主要來自說德語的地區，但也來自鄰近的波蘭和立陶宛土地。在東西德隆期間，該地區主要是德國人（桑比亞、納坦吉亞和巴蒂亞共同構成該地區的中部），混合了德裔-立陶宛人（東北部稱為小立陶宛，包括蘇多維亞、納德羅維亞和斯卡洛維亞），或混合的德國-波蘭人（马祖里亚人（Masurians）、瓦尔米亚人（Warmiacy）），包括該地區的南部（Sasna 和 Galindia一起构成马祖里亚）和西部（瓦尔米亚（Warmia）、波美萨尼亚（Pomesania）和波格萨尼亚（Pogesania），後兩者一起形成波维勒（Powiśle））邊緣。到第二次托倫和約（1466年）時，瓦爾米亞和馬爾堡地區（包括波美薩尼亞和波格薩尼亞北部）作為皇家普魯士的一部分成為了波蘭王室的一部分，該地區最初擁有相當大的自治權並繼續使用德語作為官方的，但最終在盧布林聯盟結束後與波蘭王室完全融合。馬祖里亞以及波美薩尼亞和波格薩尼亞的南部保留了條頓騎士團國（此後稱為修道院普魯士或條頓普魯士）的一部分，該國家成為波蘭立陶宛聯邦的德意志封地，最終於1525年世俗化為普魯士公國。後者後來解放了，利用了俄羅斯-瑞典大洪水时期，並與勃蘭登堡選帝侯合併形成了勃蘭登堡-普魯士，此後不久成為一個王國。隨後它與奧地利和俄羅斯結盟，在第一次瓜分波蘭（1772年）中入侵了皇家普魯士的波蘭領土，瓦爾米亞於1773年成為新成立的東普魯士省的一部分。作為《凡爾賽條約》的結果，索爾道周圍的一小部分被轉移到波蘭，克萊佩達地區形成了一個由國際聯盟監督的自由城市，在克萊佩達起義後被立陶宛吞併，但在1938年被德國收回，而大部分（包括整個瓦爾米亞和馬蘇里亞) 在東普魯士公民投票之後仍然是德國的一部分，並通過增加以前的西普魯士馬爾堡土地而擴大。
東普魯士省的主要城市有：
1. 貢賓嫩（Gumbinnen）/古謝夫（Гу́сев）
2. 哥尼斯堡（Königsberg）/加里寧格勒（Калининград）
3. 阿倫施泰因（Allenstein）/奧爾什丁（Olsztyn）
4. 梅梅爾（Memel）/克萊佩達（Klaipėda）
5. 埃尔宾（Elbing）/埃爾布隆格（Elbląg）

東普魯士的行政區有：
1. 齐切瑙行政区[註 10]
2. 阿伦施泰因行政区[註 11]
3. 贡宾嫩行政区
4. 柯尼斯堡行政区

### 西普魯士
西普魯士位於東普魯士和德國本土之間，1772年大部分的王室普魯士地區在第一次瓜分波蘭之中合併到普魯士之內，次年成為了普魯士的西普魯士省，例外的是併入東普魯士省的厄姆兰地區。1793年第二次瓜分波蘭之中，但澤這個漢薩城市已經不能靠本身的財富而存活，所以但澤與另一個漢薩城市托倫一同加入普魯士的西普魯士。大波蘭的一些地區1772年合併到普魯士，內茲區1793年亦合併到西普魯士。
1806年拿破崙戰爭時期，西普魯士的南部地區被劃分到華沙公國之內。1824年至1878年間西普魯士和東普魯士合併到普魯士省，之後重新分開。西普魯士1871年成為德意志帝國的一部分。在此期間但澤歸屬西普魯士管轄。
1919年凡爾賽條約簽訂後，大部分的西普魯士地區被割讓予波蘭第二共和國，該省西部和東部小量地區仍屬威瑪共和國。剩餘的西部地區1922年組成了波森-西普魯士省，東部地區則成為東普魯士的西普魯士地區。
1945年的第二次世界大戰的波茨坦會議中，決定將所有前西普魯士的領土都劃分波蘭管治。這些地區的德國人口都被驅逐到東德，然後讓波蘭人遷入。1949年，這些難民建立了非牟利的西普魯士故土協會。
西普魯士省的主要城市有：
1. 但澤（Danzig）/格但斯克（Gdańsk）
2. 馬林韋德（Marienwerder）/克维曾（Kwidzyn）
3. 霍恩薩爾札（Hohensalza）/伊諾弗羅茨瓦夫（Inowrocław）

西普魯士的行政區有：
1. 但泽行政区
2. 马林韦尔德行政区[註 13]

### 波森
波森是一个德国人占少数的地区，在瓜分波兰后，普鲁士王国得到了这一地区。由于1807年的提尔西特条约，普鲁士在东部的领地被尽数剥离，并入了华沙大公国。1815年后，波森重新划归普鲁士王国。波森省存在于在1846年至1918年，首府是波茲南（德語：Posen），位于今波蘭中部。居民包括波蘭人、德國人、一些猶太人與其他少數民族。波蘭裔居民大多是公教基督徒（天主教徒），而九成的日耳曼族德意志裔居民信奉基督新教。猶太居民主要集中在規模較大的社區，並多數作手工藝、本地或地區貿易等事業。比較細的社區較有機會是屬于波蘭人或德國人社區。一般來說，德裔社區集中在西北部，波裔社區則在東南部。經過長期的德國化政策，大多數人口都變為德裔。直到19世紀末，這情況開始逆轉，很多德國人自東而來。雖然德國政府設立了定居政策 （Preußische Ansiedlungskommission），企圖買下波蘭人的土地以轉讓給德國人，但未能成功，反而鼓勵了波蘭人守護產業，阻止進一步的德國化政策。在第一次世界大战前，德语人口占38.5%，波兰语人口占61.5%。
1918年，德國在一戰戰敗，新政府被迫接受凡爾賽條約，割讓波森省的93%予重獲獨立後的波蘭，後者由此建立了波茲南省；殘存的7%成為了威瑪共和國的波森-西普魯士邊區省。第二次世界大战中，波森被德国吞并，建立为瓦爾特蘭帝國大區。
波森省的主要城市有：
1. 波森（Posen）/波茲南（Poznań）
2. 布龍貝格（Bromberg）/比得哥什（Bydgoszcz）
3. 施奈德穆爾（Schneidemühl）/皮瓦（Piła）

波森省的行政區有：
1. 布龙贝格行政区
2. 波森行政区

### 但泽
但澤位於維斯瓦河的入海口。維斯瓦河流域面積194,424平方公里，占波蘭國土面積的三分之二，是波兰的母亲河。糧食從波蘭和烏克蘭通過內河航運抵達但澤市，再轉為海運送往荷蘭等地。貿易造成了但澤的繁榮，16-17世紀，但澤成為波羅的海最富裕的港口城市，被稱作「東歐的阿姆斯特丹」。因為財富與地理位置重要，許多歐洲國家，包括普魯士、波蘭、法國等都曾經控制但澤。以德國和波蘭的爭奪最為激烈。
第一次世界大戰結束之後，巴黎和會上，按照「民族自決原則」波蘭复国，但澤市當時曾為波蘭領土，但經普德百多年統治，當時的人口已變成以德國人佔多數，故有認為應該繼續由德國統治。但法國、美國、波蘭強烈反對但澤併入德國，而德國和英國反對但澤併入波蘭。各方為但澤的歸屬爭執不下，最終各方妥協，成立但澤自由市。
根據1919年《凡爾賽條約》第100條（第三部第十一節）條款，但泽自由市建立，接受国际联盟托管。在1938年大战前，但泽自由市居民中98%为德裔，1%为波兰裔，1%为其他种族。二战中并入但澤－西普魯士帝國大區。二战后，但泽划归波兰管辖，德裔居民被驱逐。移民后代成立有但泽自由市流亡政府，治所在柏林。

### 苏台德蘭
苏台德并不属于1871年建立的德意志帝国的范围，在嚴格意義上也不屬於德國（尤其是普魯士）前東部領土，但是当地居住有大量德意志人，並在1938-45年間歸屬德意志國本土管轄。在13世紀左右，日耳曼人遷居於此。在奧匈帝國時期，由於哈布斯堡王朝的政策，德意志裔人數量迅速增長。19世紀末民族主义潮流兴起，當地的德意志人與捷克人不断產生衝突。1918年一戰結束後，奧匈帝國分裂，奥地利的德意志人和苏台德德意志人企图建立一个统一的奥地利-德意志共和国并根据民族自决主义并入德国本土，但是该想法被协约国否定。随后蘇台德地區成為新建立的捷克斯洛伐克的一部分。此時此地已居住着300餘萬德意志人，為當地主體民族，占本国的23%。如果捷克和斯洛伐克没有合并，则能占波西米亚和摩拉维亚的半数之多。1938年慕尼黑會議後，在英、法兩國同意下，捷克斯洛伐克被迫割讓蘇台德地區給納粹德國，后者以此建立了蘇台德蘭帝國大區。最後德國在1939年將捷克剩餘部分置於其控制的傀儡政權波希米亞和摩拉維亞保護國之下，同年入侵波蘭，引起第二次世界大戰。1945年，第二次世界大戰結束德國投降，该地區重歸捷克斯洛伐克，依据《貝奈斯法令》大多數德意志人被没收财产、强制驅逐出境，截止1950年時捷克境内僅剩159,938名德意志人（相較於1930年有3,149,820人）。
蘇台德地區的主要城市有：
1. 賴興貝格（Reichenberg）/利貝雷茨（Liberec）
2. 埃格（Eger）/海布（Cheb）
3. 奧西格（Aussig）/拉貝河畔烏斯季（Ústí nad Labem）
4. 卡爾斯巴德（Karlsbad）/卡羅維瓦利（Karlovy Vary）
5. 比爾森（Pilsen）/普尔岑（Plzeň）
6. 布德維斯（Budweis）/捷克布傑約維采（České Budějovice）

蘇台德的行政區有：
1. 奧西格行政區
2. 埃格行政區
3. 特羅保行政區

## 圖集

德國前東部領土舊圖勝覽（1900年前後）
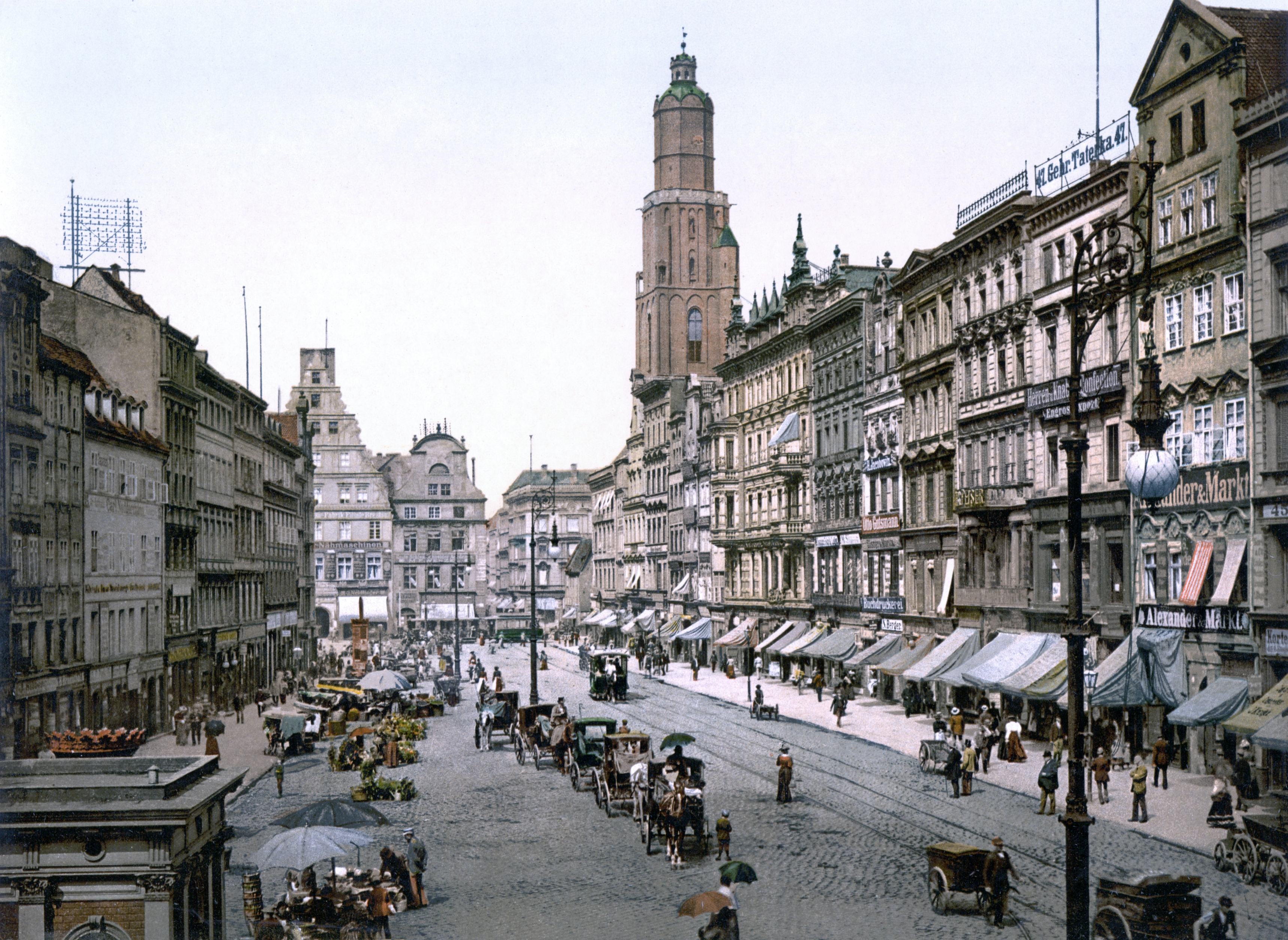
西里西亞省布雷斯勞
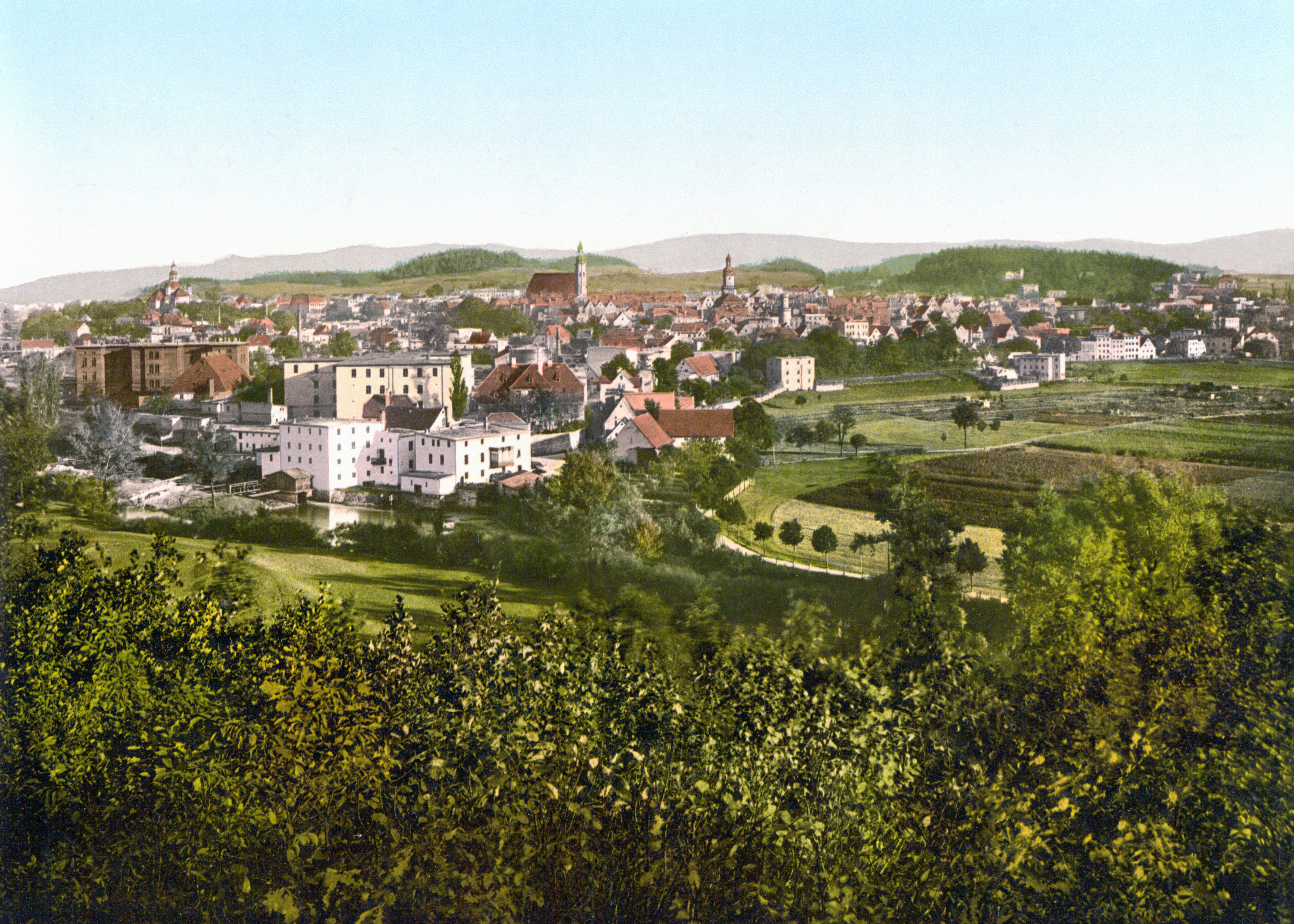
西里西亞省希爾施貝格
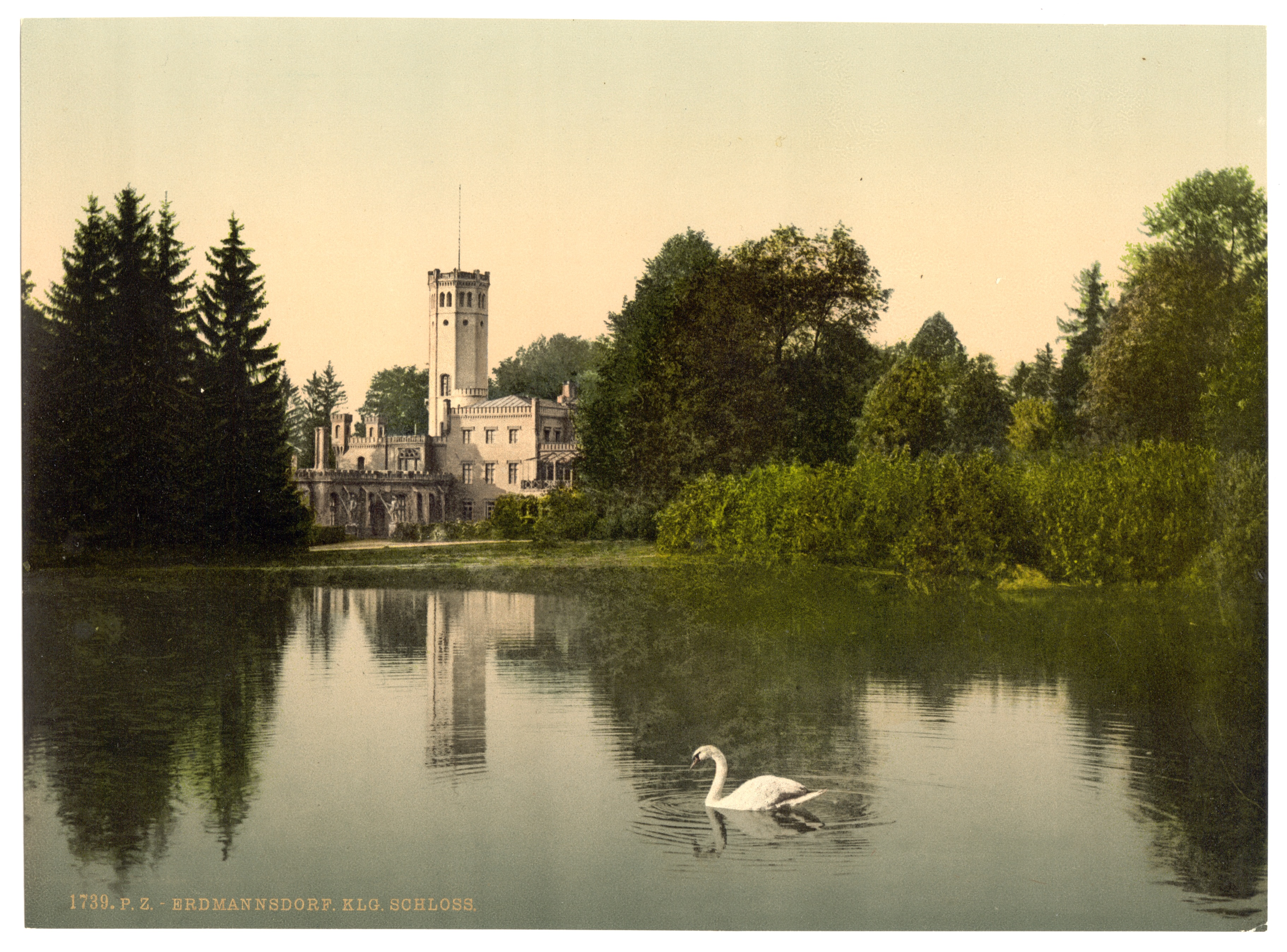
西里西亞省埃尔德曼斯多夫（英语：Mysłakowice）
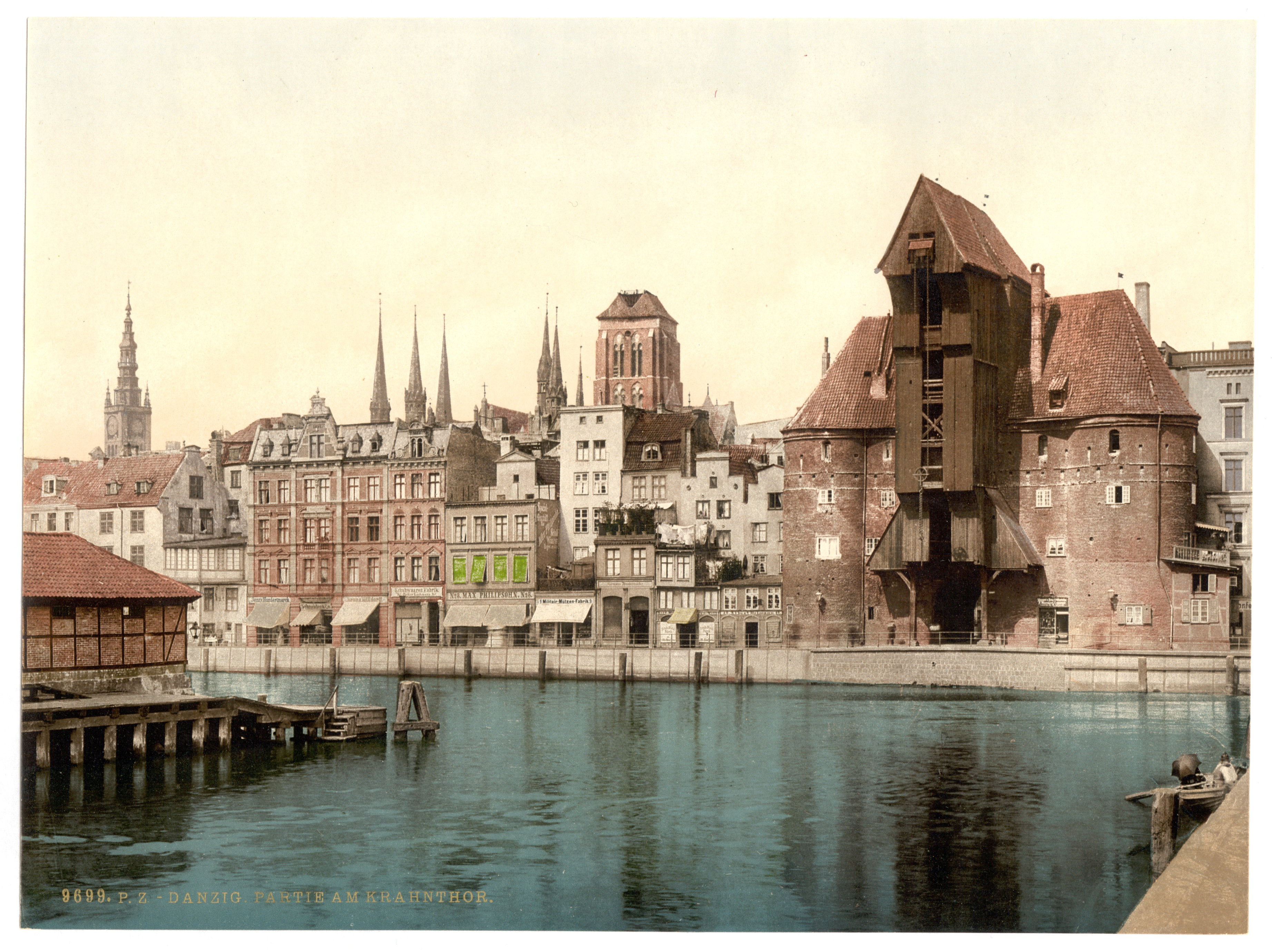
西普魯士省但澤
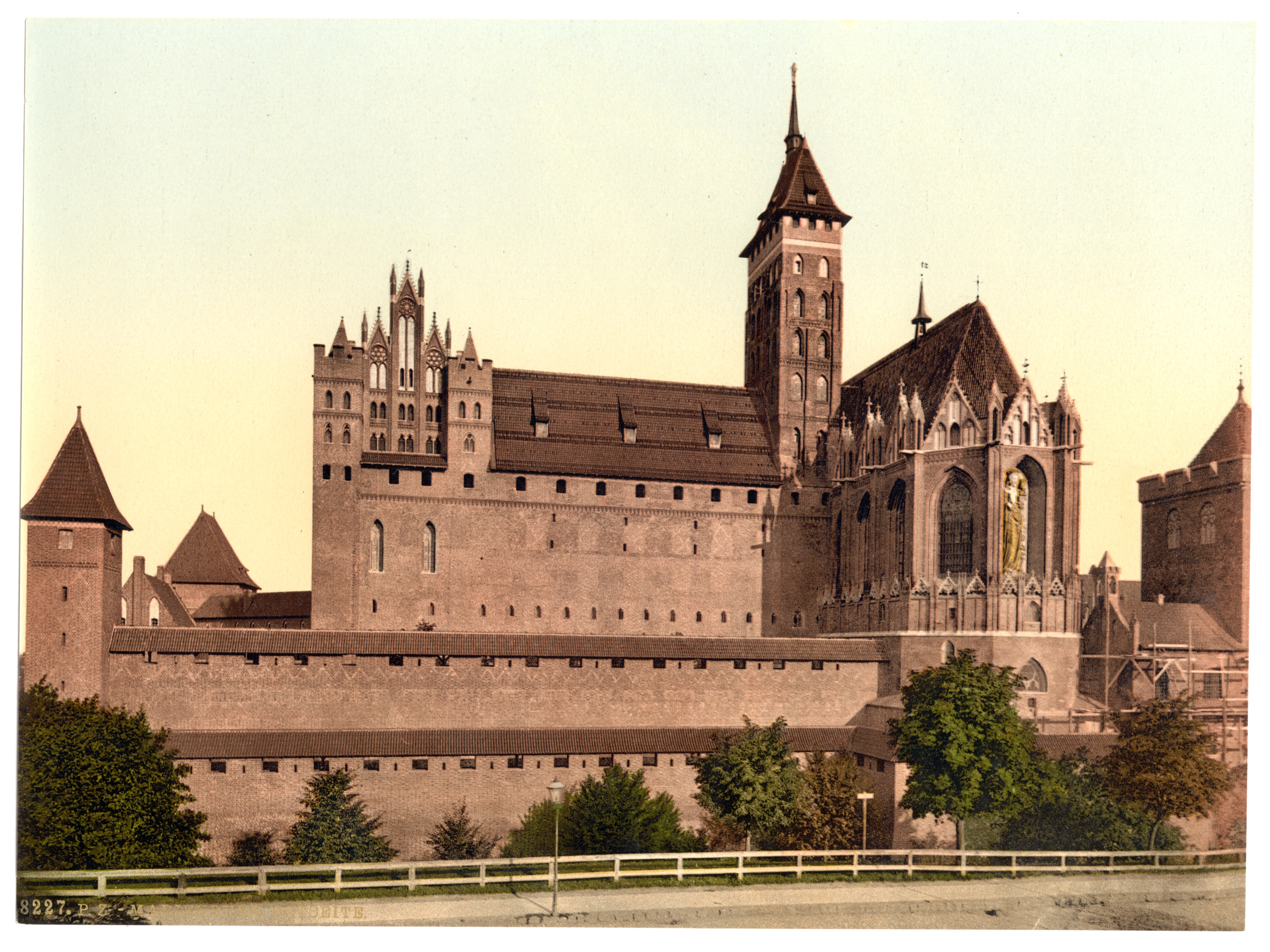
西普魯士省馬爾堡
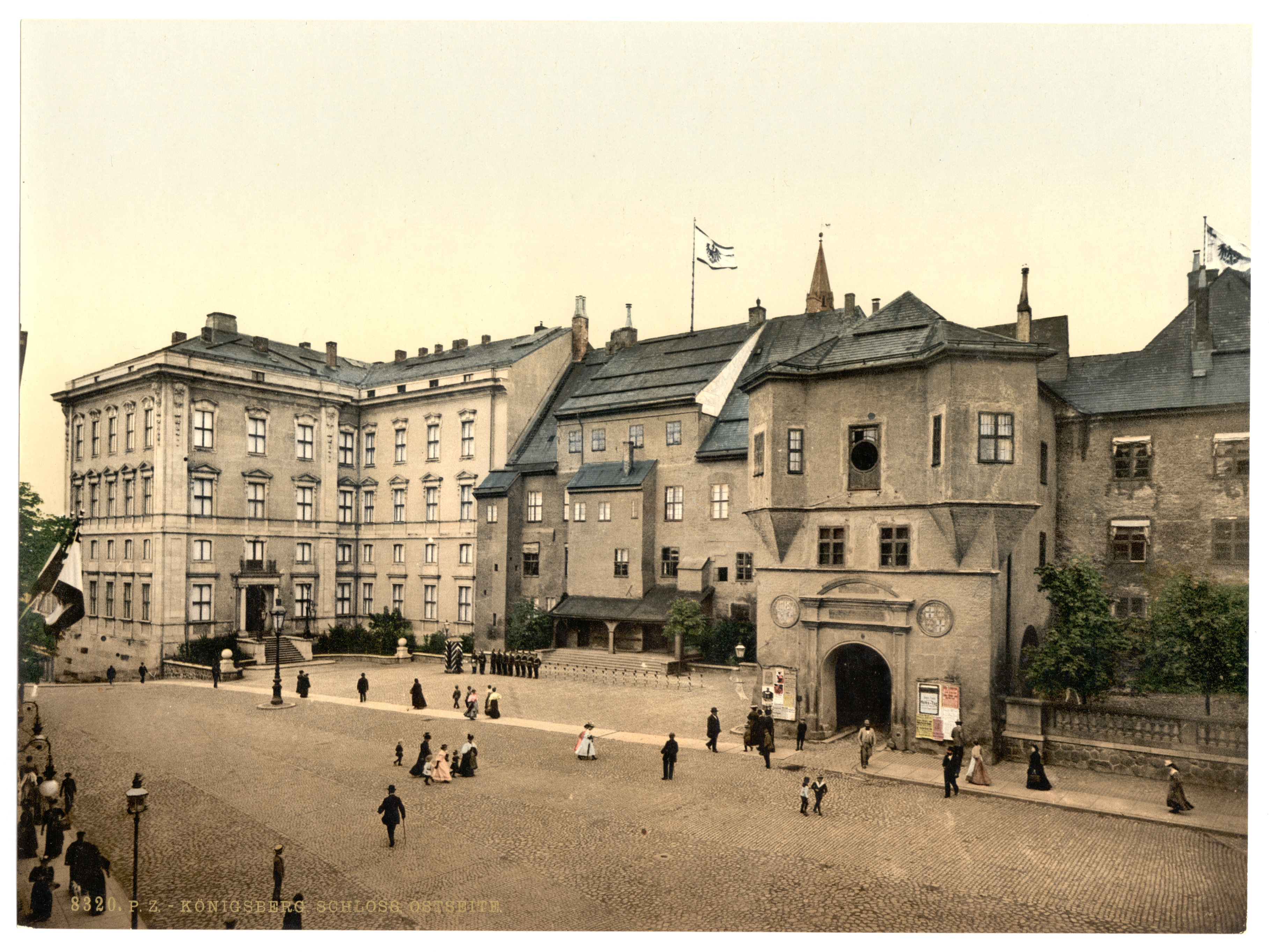
東普魯士省哥尼斯堡
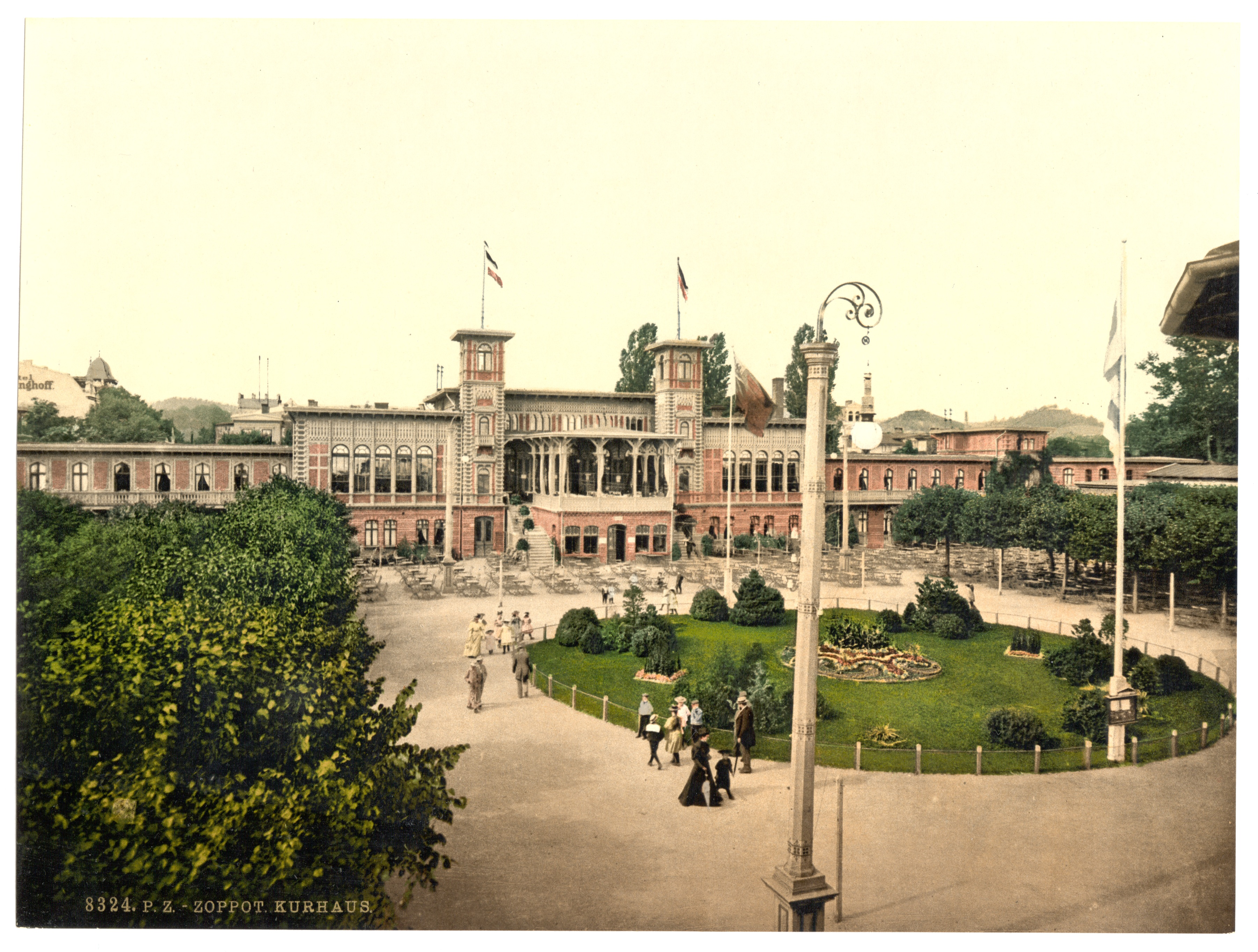
東普魯士省索波特
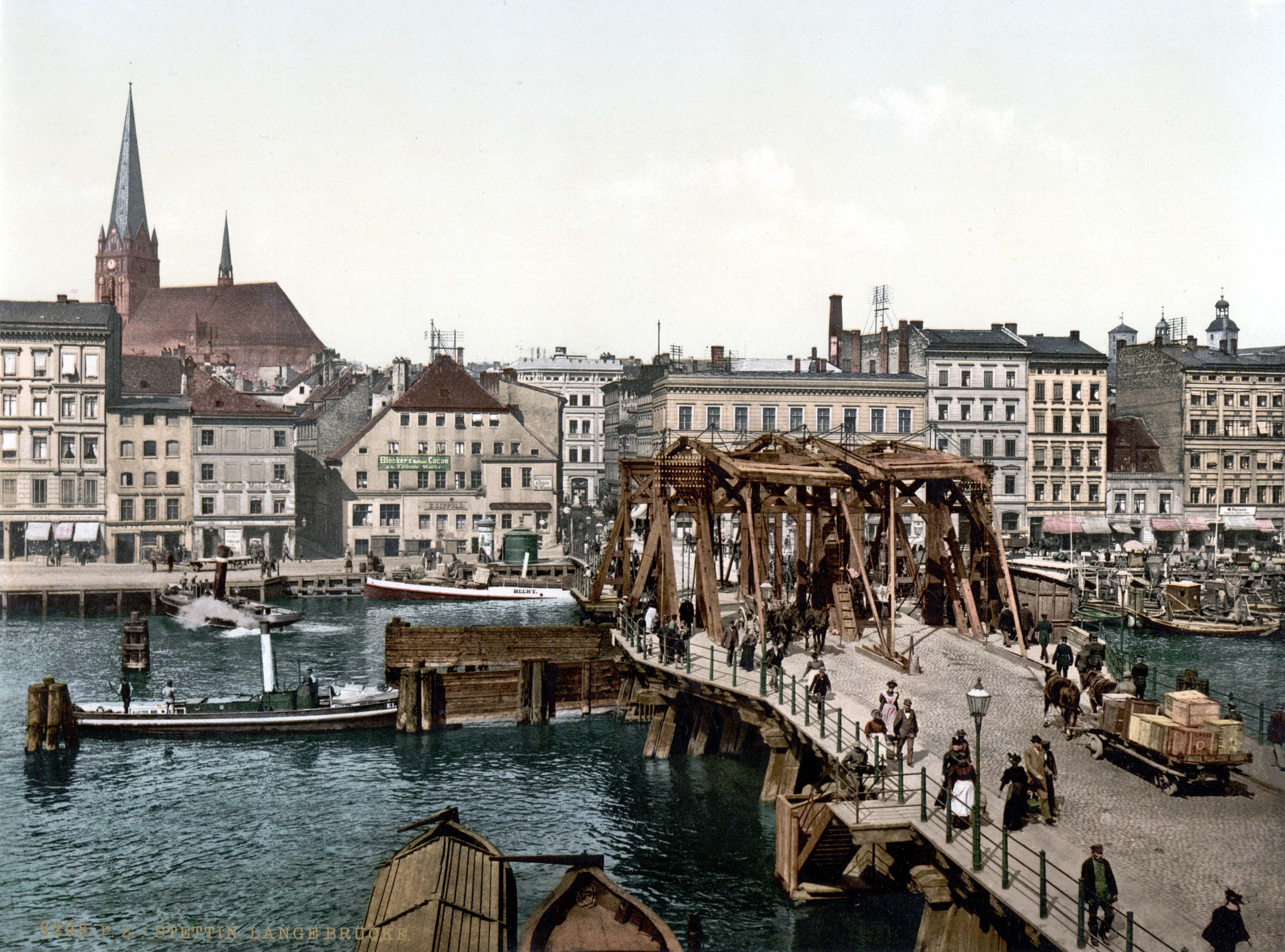
波美拉尼亞省斯德丁
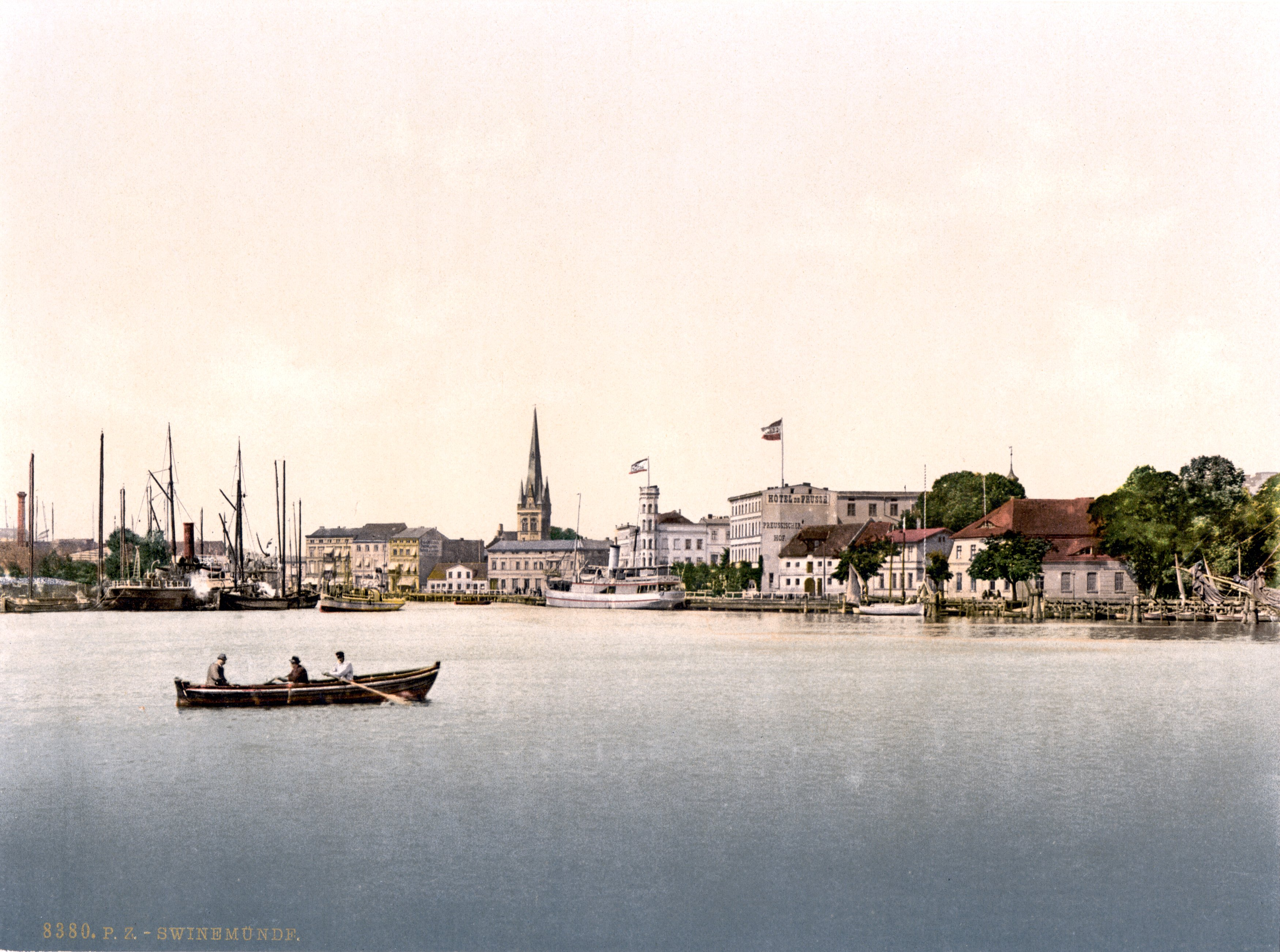
波美拉尼亞省斯维讷明德
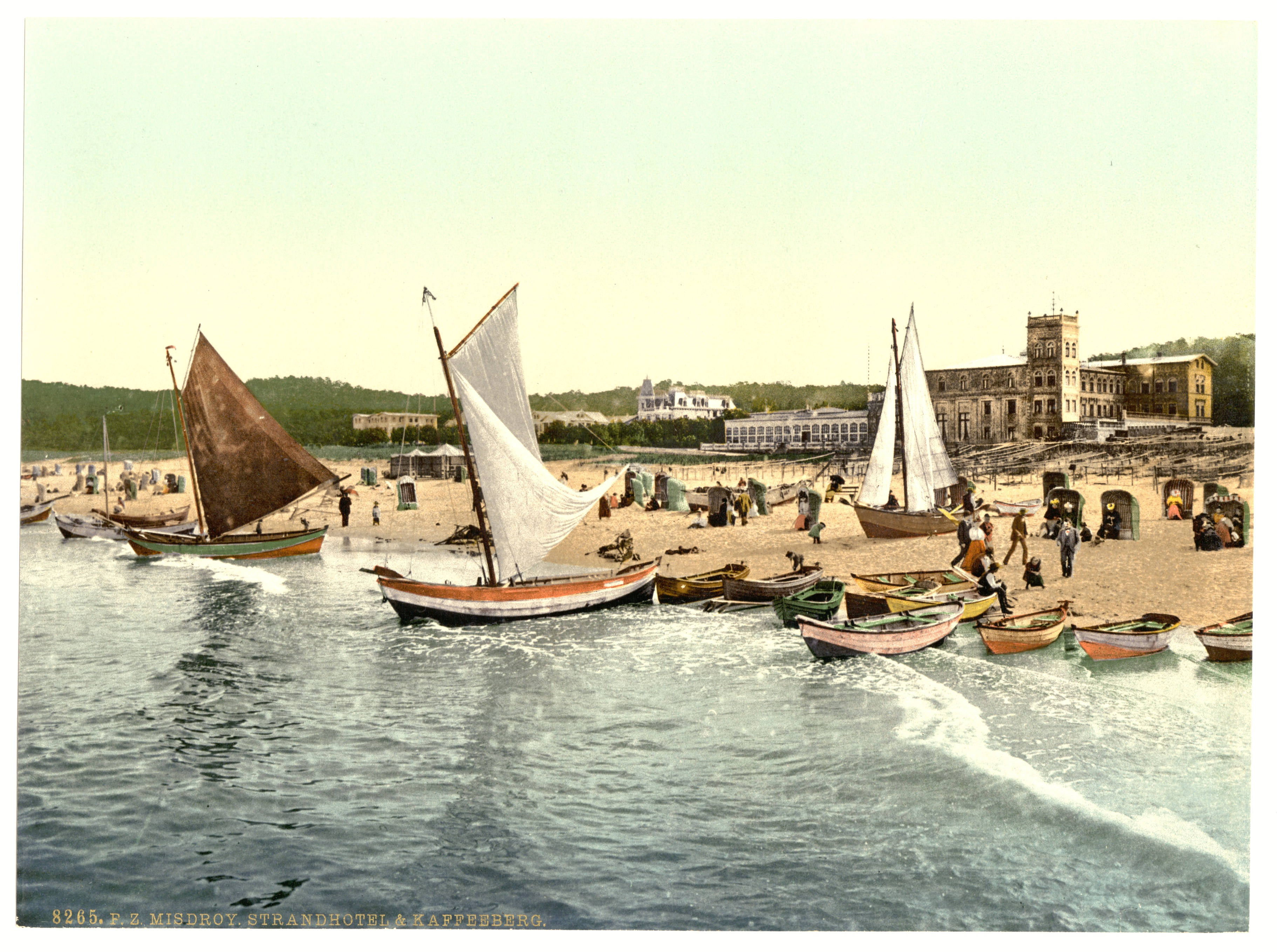
波美拉尼亞省米斯德羅伊
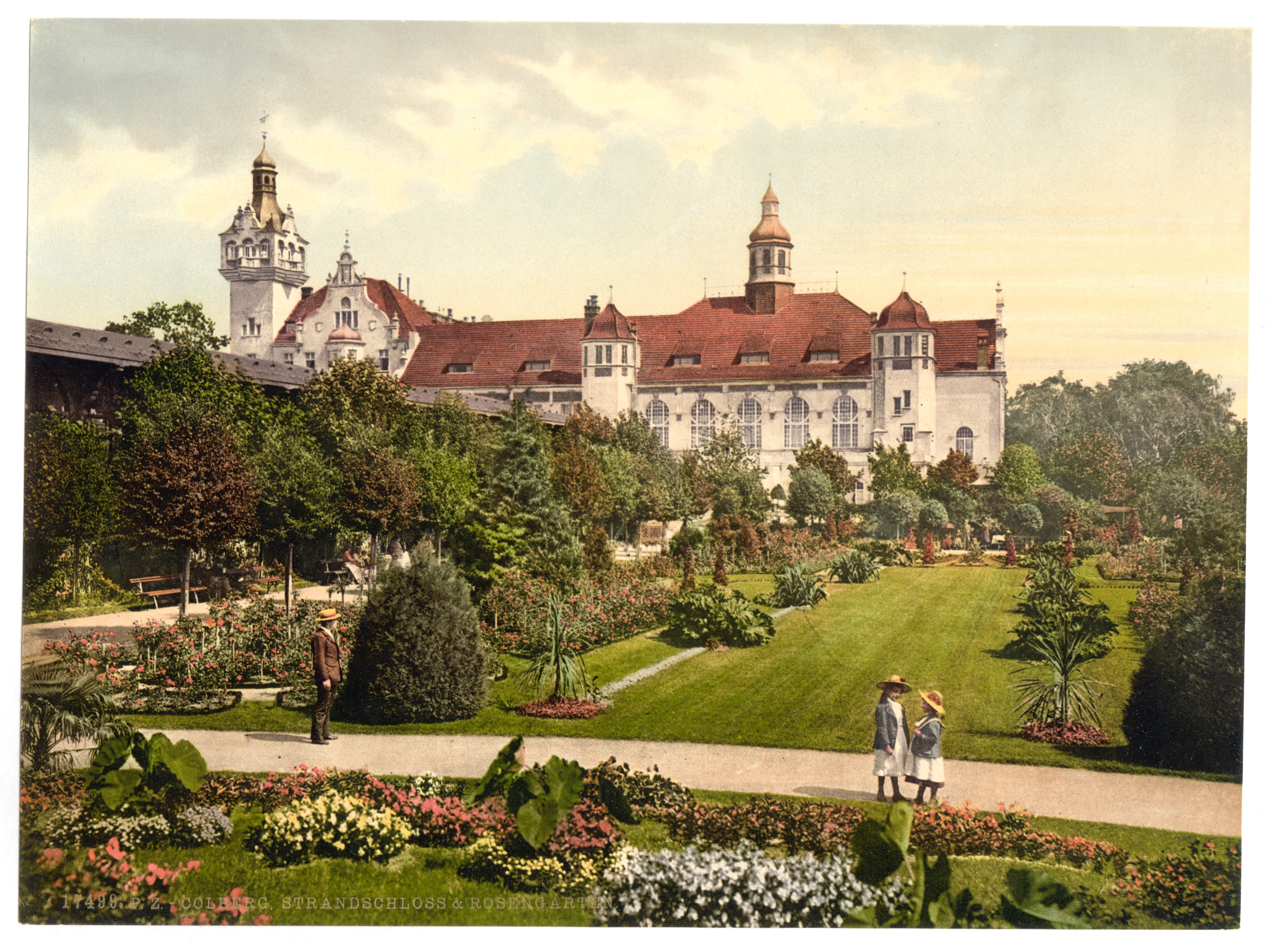
波美拉尼亞省科爾貝格
波森省波森
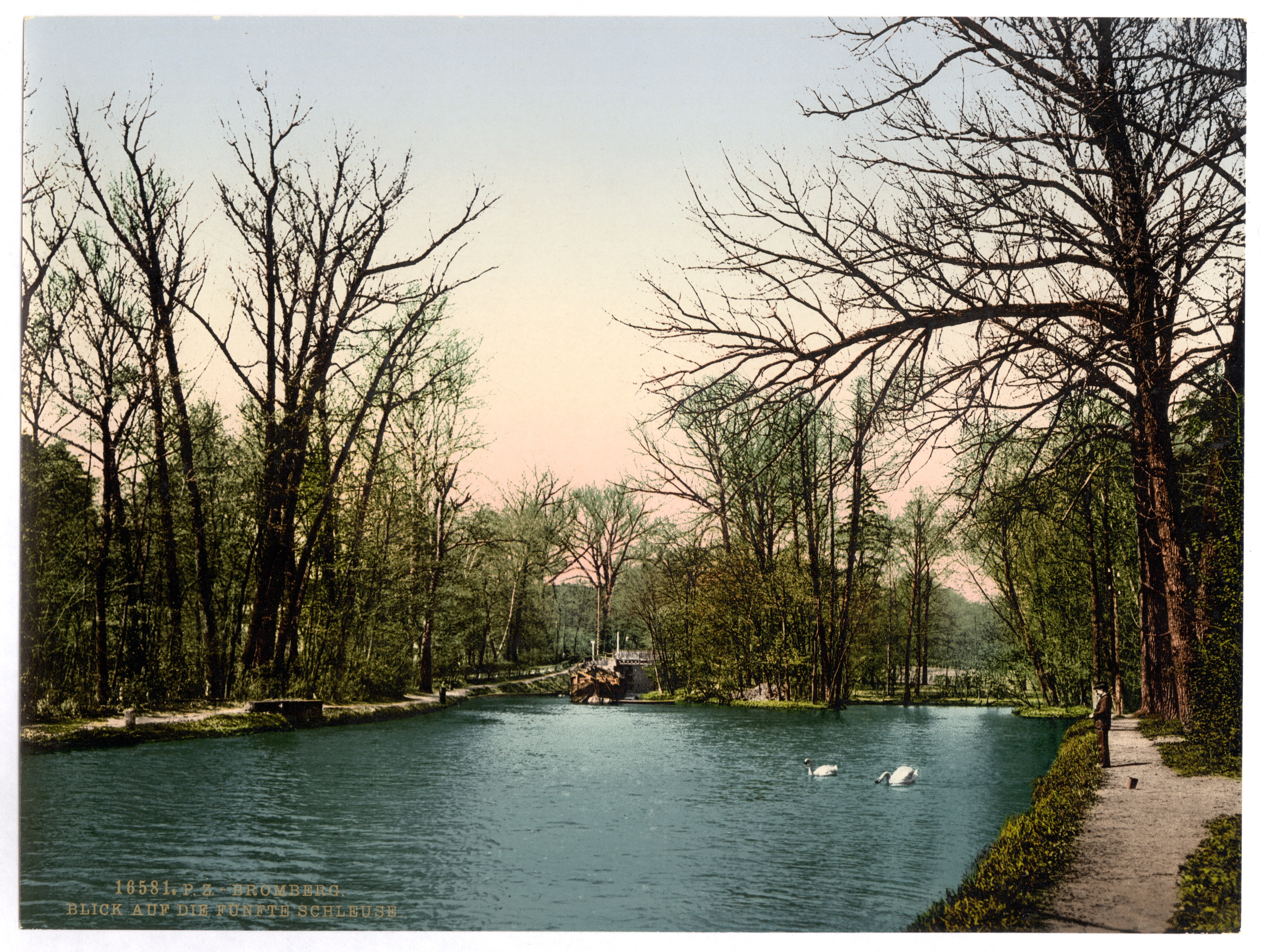
波森省布龍貝格
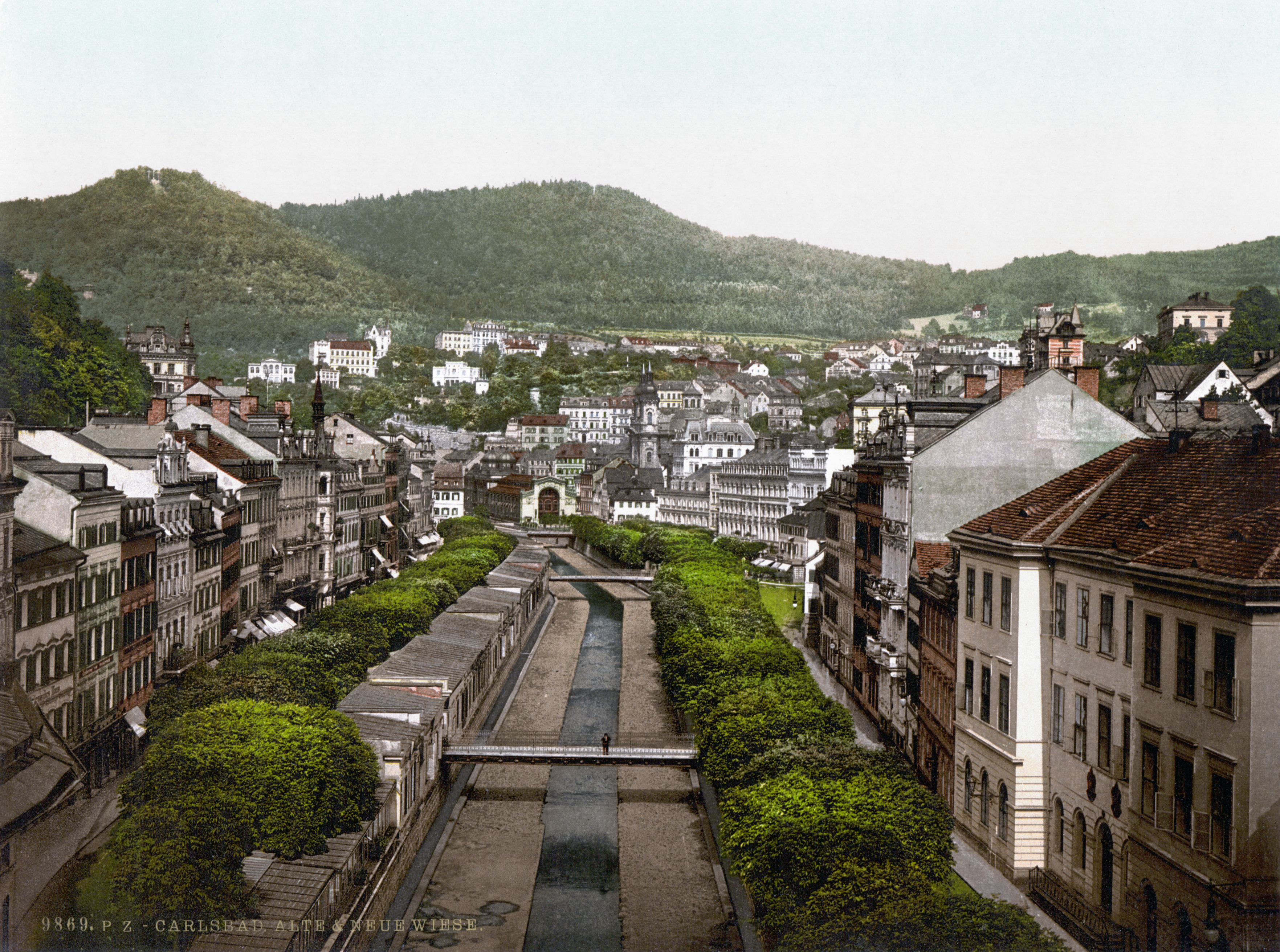
蘇台德地區卡爾斯巴德
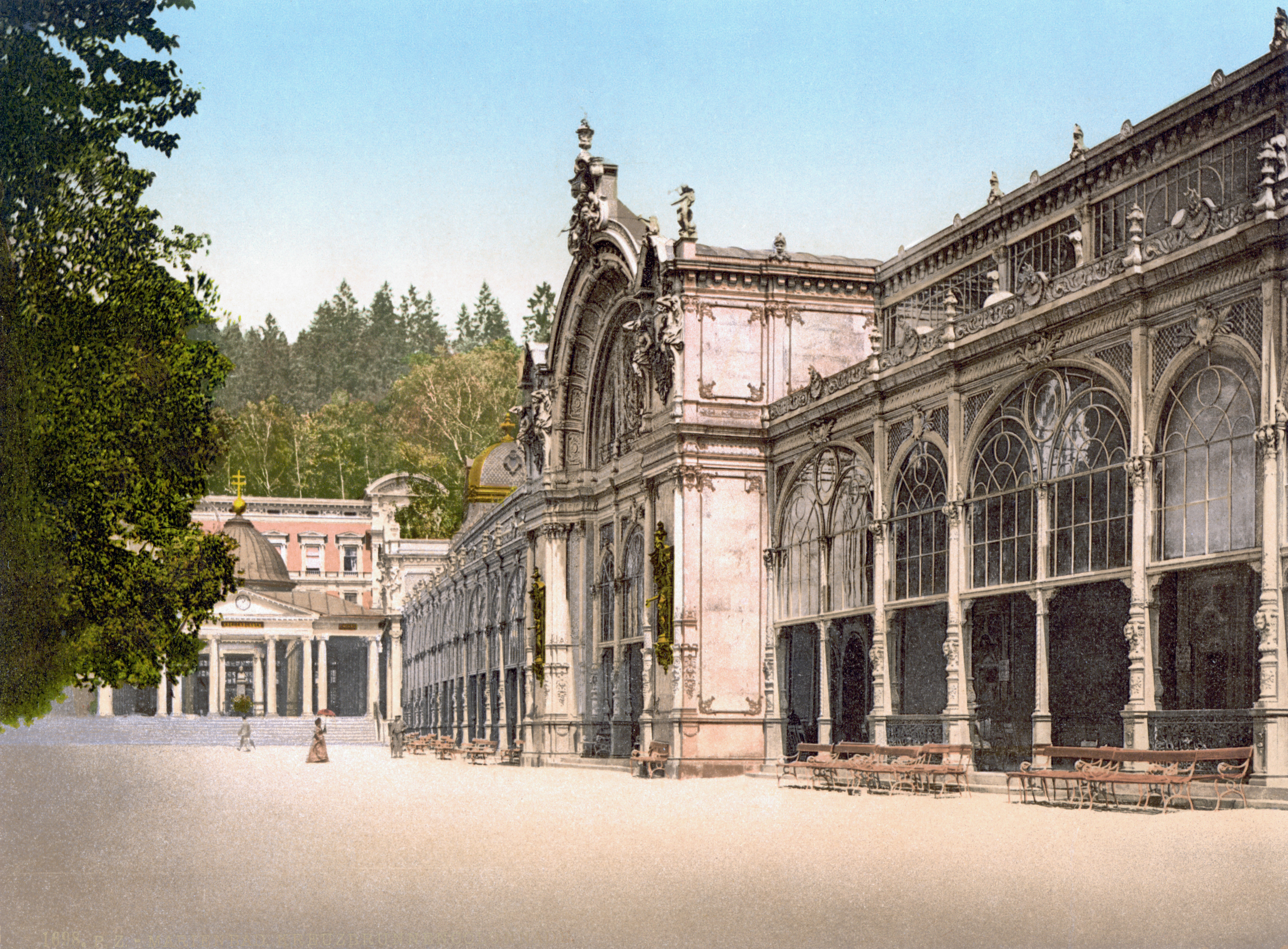
蘇台德地區瑪麗恩巴德

### 筆記
1. ↑  根据1945年6月26日签署的《联合国宪章》第二款“各会员国在其国际关系上不得使用威胁或武力，或以与联合国宗旨不符之任何其他方法，侵害任何会员国或国家的领土完整或政治独立。”原国际法原则中，领土获取方式的第4条“征服”、第5条“割让”，已经不被联合国及其成员国承认，至少在法理上处于“非法”状态。结合到二战后的德国，1945年8月2日签署生效的《波茨坦协定》将“奥得河-尼斯河线以东的前德国领土”割让于波兰、俄罗斯、立陶宛。
事實上《波茨坦协定》该项条款有违反一个月前签署的《联合国宪章》的嫌疑。因此处于西方阵营的联邦德国抓住了这点漏洞，长期拒绝承认《波茨坦协定》的该项条款，将“前东部领土”视为待收复的失地。
2. ↑  
（1）统一后的德国将包括德意志联邦共和国，德意志民主共和国和整个柏林地区。 它（统一后的德国）的外部边界将是德意志民主共和国和德意志联邦共和国的边界，并将在该条约生效之日成为最终边界。 确认统一后的德国边界是欧洲和平秩序的重要组成部分。

（1）Das vereinte Deutschland wird die Gebiete der Bundesrepublik Deutschland, der Deutschen Demokratischen Republik und ganz Berlins umfassen. Seine Außengrenzen werden die Grenzen der Deutschen Demokratischen Republik und der Bundesrepublik Deutschland sein und werden am Tage des Inkrafttretens dieses Vertrags endgültig sein. Die Bestätigung des endgültigen Charakters der Grenzen des vereinten Deutschland ist ein wesentlicher Bestandteil der Friedensordnung in Europa.

（2）统一后的德国和波兰共和国通过具有法律约束力的条约确认了它们之间的现有边界。

(2) Das vereinte Deutschland und die Republik Polen bestätigen die zwischen ihnen bestehende Grenze in einem völkerrechtlich verbindlichen Vertrag.

（3）统一的德国对其他国家无领土要求，将来也不会提出要求。

(3) Das vereinte Deutschland hat keinerlei Gebietsansprüche gegen andere Staaten und wird solche auch nicht in Zukunft erheben.

（4）德意志联邦共和国和德意志民主共和国政府将确保统一德国的宪法不包含任何与这些原则不符的规定。因此，这适用于德意志联邦共和国《基本法》序言以及第23条第2款和第146条中的规定。

(4) Die Regierungen der Bundesrepublik Deutschland und der Deutschen Demokratischen Republik werden sicherstellen, daß die Verfassung des vereinten Deutschland keinerlei Bestimmungen enthalten wird, die mit diesen Prinzipien unvereinbar sind. Dies gilt dementsprechend für die Bestimmungen, die in der Präambel und in den Artikeln 23 Satz 2 und 146 des Grundgesetzes für die Bundesrepublik Deutschland niedergelegt sind.

（5）法兰西共和国，苏维埃社会主义共和国联盟，大不列颠及北爱尔兰联合王国和美利坚合众国政府正式接受德意志联邦共和国和德意志民主共和国政府的相应义务和声明，并宣布它（们）将确认统一的德国的边界。

(5) Die Regierungen der Französischen Republik, der Union der Sozialistischen Sowjetrepubliken, des Vereinigten Königreichs Großbritannien und Nordirland und der Vereinigten Staaten von Amerika nehmen die entsprechenden Verpflichtungen und Erklärungen der Regierungen der Bundesrepublik Deutschland und der Deutschen Demokratischen Republik förmlich entgegen und erklären, daß mit deren Verwirklichung der endgültige Charakter der Grenzen des vereinten Deutschland bestätigt wird.
3. ↑  „Dieses Grundgesetz gilt zunächst im Gebiete der Länder Baden, Bayern, Bremen, Groß-Berlin, Hamburg, Hessen, Niedersachsen, Nordrhein-Westfalen, Rheinland-Pfalz, Schleswig-Holstein, Württemberg-Baden und Württemberg-Hohenzollern. In anderen Teilen Deutschlands ist es nach deren Beitritt in Kraft zu setzen.“ 本基本法最初适用于巴登、巴伐利亚、不来梅、大柏林、汉堡、黑森、下萨克森、北莱茵-威斯特法伦、莱茵兰-普法尔茨、石勒苏益格-荷尔斯泰因、符腾堡-巴登和符腾堡-霍亨索伦州。 德国的其他部分将在加入（联邦德国）后生效。”
4. ↑  戰間期歸屬波森-西普鲁士
5. ↑    德語  波蘭語  捷克语
  索布语
  双语
6. ↑  曾經德國第六大城市，較慕尼黑、萊比錫等更加發達
7. ↑  二戰前本為同一座城市，但是被尼薩河隔開，後分別劃予兩國
8. ↑  二戰中設立
9. ↑    德語  波蘭語  立陶宛語  其他
10. ↑  二戰中設立
11. ↑  拿破崙戰爭後設立
12. ↑    德語  波蘭語
13. ↑  于1922年重新建立为东普鲁士省的西普鲁士地区

## 延伸阅读
- Emotions prevail in relations between Germans, Czechs, Poles -- poll （页面存档备份，存于）, Czech Happenings, 21 December 2005
- Jose Ayala Lasso Speech to the German expellees, Day of the Homeland, Berlin （页面存档备份，存于） 6 August 2005 聯合國人權事務高級專員辦事處專員 (1994-1997)